# Эриванское ханство
Эриванское ханство (перс. خانات ایروان‎, Khānāt-e Iravān) — вассальное от Персии государство, феодальное владение, образовавшееся в 1747 году на части территории беглербегства Чухур-Саад после смерти Надир-шаха Афшара и падения его державы.
Ханство располагалось на территориях исторической Восточной Армении. К 20-м годам XIX века граничило на севере с Российской империей, на востоке — с Гянджинским и Карабахским ханствами, на юге — с Нахичеванским ханством и Персидской областью Азербайджан, на западе — с османским эялетом Карс. Сегодня бывшая территория ханства разделена между Республикой Армения и илом Ыгдыр (Турция).
В 1604 году город Эривань (Ереван) был отвоёван у турок-османов персидским шахом Аббасом I. Шах выселил из города всех жителей и провёл насильственную депортацию населения Восточной Армении на территорию как северной, так и центральной Персии, как христиан и иудеев, так и мусульман. Среди депортированных, подавляющее большинство составляли армяне, число которых, по разным данным, составило от 250 000 до 300 000 человек.
После утверждения в регионе власти Сефевидов, Эривань стал центром беглербегства. Первым беглербегом был назначен полководец Амиргуна-хан (1604—1628). После смерти Надир-шаха (1747) должность правителя (с титулом хана) стала наследственной.
В 20-х годах XIX века антиармянская политика последнего хана Хусейн-хана Каджара приняла наиболее жёсткую форму: армянские семьи насильственно переселялись на территорию Персии, а детей продавали в гаремы персидской знати.
Ханство, будучи в вассальной зависимости от Персии, было уступлено Российской Империи в «совершенную собственность» согласно условиям Туркманчайского мирного договора, завершившего Русско-персидскую войну (1826—1828). После чего, объединено с Нахичеванским ханством в Армянскую область, став центром притяжения иммиграции для армян из Иранского Азербайджана.

## История
Столицей области был город-крепость Эривань. Крепость в городе была построена в 1582—1583 годах при османах, захвативших регион в 1555 году. Согласно османской переписи 1590 года в Ереване проживало 373 христианских и 29 мусульманских семейств.
Однако в 1603 году шах Персии Аббас I Великий начал очередную Турецко-персидскую войну. По его приказу, сефевидская армия осуществляла тактику выжженной земли против османов в Араратской долине, разоряя и уничтожая города и сёла, чтобы они не могли достаться туркам. По его приказу, на территорию Персии были выселены от 250 тыс. до 300 тыс. армян. На места проживания изгнанных армян селились кочевые курды и тюрки. Персия вернула себе всю территорию, утраченную по результатам предыдущей войны.
Эривань был отвоёван у турок в 1604 году, тогда же, шах Аббас I назначил первым беклербеком Эривани своего приближённого Амиргуну-хана.
На протяжении нескольких столетий Османская и Сефевидская империи вели постоянные войны за контроль над территорией Закавказья и Кавказа. Противостояние двух держав завершилось Зухабским мирным договором (1639), согласно которому была установлена новая граница и произошёл очередной раздел Армении. Начало новой границы было положено в районе Джавахского хребта, далее по реке Ахурян, граница проходила по хребту Армянских гор (западным склонам Арарата) соединяясь с горной системой Загрос.
К концу XVII — началу XVIII вв., государство Сефевидов переживало серьёзный упадок. В результате вторжения афганцев, в 1722 году, с потерей Исфахана, Сефевиды потеряли свою власть.
Воспользовавшись сложившейся ситуацией, Османская империя, в 1723 году, в нарушение Зухабского договора, вторглась на территорию Персии, и в течение двух лет завладела всем регионом (до 1735 года), за исключением Карабаха и Сюника, где местные армянские мелики под руководством Давид-Бека, Егана Юзбаши, Авана Юзбаши и Мхитара-Бека, удерживали натиск турецких войск на протяжении почти десяти лет.
С начала XVIII века армяне Эриванского ханства ведут борьбу за национальное освобождение. В этой борьбе они были поддержаны грузинским царём Вахтангом VI, а также населением Гянджи. Армяне и грузины надеялись, что русская армия, двигавшаяся на юг в рамках Персидского похода Петра I, придёт им на помощь. Однако, сложности со набжением войск, эпидемии, а также опасения новой войны с Турцией, вынудили Петра I отказаться от дальнейшего продвижения на юг, заключив с Персией в 1723 году Петербургский мирный договор. А в 1724 году, Российская и Османская империи заключили Константинопольский договор, разграничивающий сферы влияния в Закавказье.
В 1736 году к власти в Персии пришёл Надир-шах (династия Афшариды), который при поддержке армянского населения и значительного числа вооружённых армянских отрядов, сумел изгнать османов из Ирана. Стамбульский мир 1736 года восстановил довоенную (по состоянию на 1722 год) границу между Персидской и Османской империями.
После убийства Надир-шаха в 1747 году и внутренних смут в Персии, наступивших при слабой Зендской династии, образовалось полу-самостоятельное Эриванское ханство. Это было связано в том числе и с тем, что в период правления Сефевидов, персидский шах выделял обширные территории беглербегств (Чухур-Саад) местной знати и феодалам, а в дальнейшем, было закреплено право её наследственной передачи. Правители Эриванского ханства принадлежали к тюркскому племени каджаров, поселённому в регионе в начале XV века Тамерланом, так же как и правившая в Персии династия Каджаров.
Армянские отряды активно участвовали в борьбе меликств Сюника и Карабаха против турецкой власти, а также в Русско-персидских войнах: 1804—1813 и 1826—1828 годов на стороне России.
В 1794 году к власти в Персии пришла династия Каджаров во главе с Ага Мохаммед Каджаром. К 1796 году ему удалось вновь утвердить суверенитет уже Каджарского Ирана над значительной частью Закавказья, восстановив прежние Сефевидские границы государства, а все ханы Закавказья, за исключением Карабахского, подчинились его власти.
Во время Русско-персидской войны (1804—1813), Эриванскую крепость дважды осаждали русские войска (в 1804 году — П. Д. Цицианов и в 1808 — И. В. Гудович), и оба раза безуспешно. По Гюлистанскому мирному договору Россия, завоевав ряд Закавказских владений, признала Эриванское ханство «в совершенной власти» Персии.
В ходе следующей Русско-персидской войны (1826—1828), 5 октября 1827 года, Эривань, являвшаяся самым значительным символом персидского могущества на территории Армянского нагорья, была взята русскими войсками под командованием генерала И. Ф. Паскевичем, получившим за это титул графа Эриванского. 10 февраля 1828 года согласно условиям Туркманчайского мирного договора, персидский шах передавал Эриванское и Нахичеванское ханства «в полную собственность» Российской империи. В марте 1828 из территорий этих ханств была образована Армянская область, куда было разрешено переселяться армянам из Ирана и Турции, часть из которых этим разрешением воспользовались и при покровительстве России перешли на территорию новообразованной области. Также, армянам разрешалось в пятилетний срок продать свою недвижимость на территории Персии. За 3 года после вхождения в состав России, на территорию вновь образованной области переселилось от 35 000 до 57 000 армян, в том числе и потомки ранее насильственно переселённых шахом Аббасом.

## Администрация
Структура управления в ханстве при Гусейнкули-хане Каджаре была идентична структуре центрального правительства в Тегеране. Было разделение на гражданскую, военную и религиозную ветви администрации, к которым можно добавить ханский двор как самостоятельную единицу административной системы. Войском управляли племенные элементы, причём, на высшие должности назначались представители каджаров, в то время как в гражданскую администрацию назначались люди оседлого происхождения, часто низкого. Таким образом, хан управлял армией через родственников, а гражданской бюрократией — через личную признательность, к тому же контролю способствовал антагонизм «мужей пера» и «мужей меча». Гусейнкули-хан, кроме того, представлял высшую судебную инстанцию и имел огромное влияние на экономику через сбор налогов; перепродажи товаров, собранных в переизбытке; монополию на продажу многих сельхозкультур; как крупнейший (вместе со своим двором) потребитель в ханстве. Гусейнкули-хан, несмотря на демонизацию в советской историографии, признавался современниками как в целом добросовестный правитель, хоть и иногда он проявлял жестокость и несправедливость. Созданная им административная система по большей части справлялась с управлением ханством. Его заместителем и вторым лицом в ханстве (а также иногда мехмандаром, ответственным за приём высших гостей) был Хасан-хан, который, напротив, отличался жестокостью, в особенности по отношению к армянскому населению. Третьим по могуществу представителем гражданской администрации был эриванский мелик, светский глава армян. Армянский писатель Хачатур Абовян писал: «Возможно, что Ереван никогда не видел такого доброго, честного и совестливого человека, как сардар, который, в отличие от своего жестокого брата, был справедливым правителем».

### Гражданская администрация
Центром гражданской администрации ханства был «диван» или канцелярия. Полномочия канцлера («сахиб-и диван») совмещали ответственность за финансы, внутренние дела, управление городом и магалами. В последние годы правления этот пост был доверен эриванскому Мирзе Исмаилу, который совместно с ханом назначал чиновников и выплачивал им жалование (деньгами или отводом земель). Разделение полномочий в ханстве, как и во многих других регионах Ближнего Востока, было нечётким, ввиду чего, у различных должностей были совпадающие обязанности, что порождало соперничество и антагонизм между чиновниками. Вдобавок к этому, у дивана были многочисленные клерки (мирза), писцы (мюнши) и слуги или гонцы (фарраш). Двумя главными чиновниками после канцлера были «мюхасиль-бек», или главный сборщик налогов магалов, и «лашкар-невис», или главный армейский казначей.
В административном центре — Эривани, было шесть основных чиновников, которые подчинялись канцелярии. Наиболее важным городским чиновником был «калантар», совмещавший функции мэра, главы полиции, судьи, коронера и налогового инспектора. Калантар считался связующим звеном между ханом и населением. Он назначал из числа населения ответственных перед ним глав мусульманских кварталов или «катхода», собирал налоги с гильдий и махалля, старейшины которых распределяли размер собираемого налога (буниче) между его членами; затем, скреплял своей печатью аффидевит документа о сборе налогов, таким образом подтверждая его.
У калантара была ещё одна важная функция: регулирование цен на основные продукты, такие как хлеб, мясо, продукты сельского хозяйства, дерево и фураж для скота. Гильдии платили калантару за право устанавливать свои цены и стандарты, которые затем начинали действовать на базаре под присмотром «даруги» и «мухтасиба». Он регулировал торговлю и часы работы базара, выносил приговоры по гражданским делам в судебном органе «адлие-хана».
Кроме того, гробовщики или «омыватели трупов» (мюрдешир) обязаны были докладывать калантару обо всех смертях в Эривани, который мог их расследовать при подозрительности.
Должность «даруги» совмещала в себе функции главы полиции и городского коменданта. В обязанности входила охрана частного имущества, в частности, на базаре, и наблюдение за общественным порядком в злачных районах. Обычно, он был знаком с маргинальными элементами, которых иногда использовал в качестве информаторов. Владельцы украденного имущества обычно могли вернуть его обратно, заплатив даруге небольшую сумму. Он надзирал за действиями дневной полиции, или «газме», возглавляемой юзбаши, чавушами или другими младшими офицерами, и ночных дозорных во главе с их начальником, «кешикчи-баши». Передавал более серьёзные преступления калантару, который наказывал правонарушителей битьём по пяткам (фалака) или штрафами. Наиболее серьёзные преступления рассматривал сам хан. Даруга наблюдал за базаром и сообщал обо всех значительных проблемах калантару. По указанию калантара, он улаживал споры, надзирал за весами и мерами и заботился о порядке, чистоте и открытии/закрытии базара. Купцы и ремесленники на базаре регистрировались им для лучшего надзора. За определённую сумму, даруга мог разрешить мелкий спор, а также он получал определённую сумму за каждую лавку, за которой он присматривал ночью. В других персидских городах, должность даруги продавалась за большую цену, потому что она могла приносить столь значительные дивиденды. Однако в Эривани, он получал жалование от хана, и несмотря на то, что брал определённую мзду за свои услуги для оплаты своих многочисленных подчинённых, взятка была непростым делом.
Мухтасиб, подчинённый даруги, наблюдал за весами и мерами и следил за тем, чтобы на базаре они соответствовали исламским законам. У мухтасиба было несколько наибов, назначаемых даругой, с помощью которых он наказывал за мелкие правонарушения (например, нарушения требований поста).
«Устабаши» был главой всех гильдий («аснафов») и являлся единственным из значимых городских чиновников, которого не назначал хан. Устабаши избирался главами гильдий (представленных отдельно армянскими и мусульманскими единицами) для регулирования взаимоотношений, стандартов, отношений мастеров и подмастерий. Устабаши также нёс ответственность за сирот и вдов членов гильдии. В целом функциями гильдий в ханстве были создания условий для сбор доходов для государства и государственного контроля над производством товаров.
Глава союза купцов или «малик ат-туджар» назначался ханом и сообщал хану о международной торговле, проходящей через Эривань, и различных пошлинах на каждый вид товара. Находясь в тесном контакте с ведущими купцами на базаре, он мог собирать средства или мобилизовать толпу по различным случаям.
Ирригационная система города была под надзором «мираббаши», который следил за правильным отводом воды для питья, купания и орошения огородов и садов. Он также поддерживая в чистоте систему водоснабжения, в некоем смысле будучи ответственным за здравоохранение. Сильная зависимость Эривани от его канала и ирригационной системы, делала эту должность крайне важной. Он и три его помощника назначали мирабов в каждом магале ханства. Местные водные инспекторы, называемые «джубар», назначались магальными мирабами или выбирались жителями. Крестьяне также назначали из своей среды «водника» или «дагбаши» для сопровождения мираба в его обходах. Его функция заключалась в защите интересов крестьян в вопросе обеспечения водой во время ротации в ирригационных каналах.
Кроме городских чиновников, в ханстве были чиновники, отвечающие за магалы, т. н. «мирболуки», которых назначал хан из своих приближённых. Мирболуки подчинялись мирболукбаши (генеральному инспектору), и исполняли как военные (отражение внешней агрессии), так и гражданские (поддержание порядка, извлечение налогов). Мирболуки направляли налоговых инспекторов саркаров (также известных как мубаширы) в сёла для обеспечения сбора налогов. Саркары, которые прибегали к помощи вооружённых дубинами нукеров, были ненавидимы со стороны населения, которые в то же время старались поддерживать с ними хорошие отношения.
В зависимости от сферы, были и другие сборщики налогов. «Рахдары», таможенные сборщики, взимали пошлину на транзитных путях со всех, кроме государственных служащих. «Гапандары» взимали плату с небольших грузов на базарах, за более крупные грузы плата взималась «мизандарами», которые взвешивали груз с помощью специального инструмента под названием мизан. Гапандары и мизандары подчинялись соответственно «гападарбаши» и «мизандарбаши». Городские сборщики налогов были ответственны за взимание платы со всех ремесленников, которые не входили в гильдии (представители гильдий платили в гильдии).
Чиновники, содержавшие почтовые станции или «чапархана» — где путники могли сменить лошадей — получали жалование либо деньгами, либо особыми земельными жалованиями (тиюлями). К примеру, глава этой службы или «чапарбаши», Мухаммедали-бек, получал часть налогов с деревни Норашен-Суфла в Шарурском магале. В ханстве было семь таких депо, в каждом был конюх и 9 лошадей, за исключением Эривани, где было 15 лошадей. Они располагались в Талине у Мастары, на Грузинской дороге, в Сардарабаде, при крепости, в Кярбибасаре у Уч-Килиса (Эчмиадзина), в Гарнибасаре у Гамарли (Мецамора), в Ведибасаре (Веди) у Садарака и в Шаруре у Норашен-Суфла. Обычно они находились возле караван-сараев, где путники могли отдохнуть и поесть, перед тем как продолжить путь. До эпохи Хусейнгулу Хана, дороги в ханстве были небезопасными. Пройдя через неразбериху и трудности в некоторых провинциях Ближнего Востока, путешественники восхваляли безопасные дороги, прекрасные коммуникации и караван-сараи Эриванского ханства.
Гусейнкули-хан за счёт личного влияния и связей с шахом имел право на чеканку момент, что ставило его провинцию в один ряд с крупными провинциями внутренней Персии. Должность чеканщика монет продавалась, в последние годы ханства принадлежала некоему армянину.
Жалование выплачивалось тремя способами. Редко имелась фиксированная зарплата чиновникам; также хан мог продать должность сборщика налогов с некоторой сферы за предполагаемый годовой доход этой сферы, и чиновник мог рассчитывать на прибыль с присвоений выплат или излишков. Чаще всего, чиновники оплачивались комбинацией фиксированного жалования и налоговыми доходами. Сборы налогов, как правило, были выше заявленных, что давало возможность чиновнику нажиться.
Российский историк И. Шопен отмечает, что последний хан был практически полноправным хозяином в ханстве: «… собирал безотчётно подати, чеканил монету, казнил преступников лишением глаз, членов или смертью по собственному усмотрению и без всякой опелляции, словом, действовал самостоятельно».

### Двор
Ханский двор разделялся на внешний и внутренний. Внешний двор («хальват») был представлен персоналом, ответственным за различные услуги и службы, например, кухни, конюшни и т. д. Во внешнем дворе служили туркоманы, персы и даже христиане, например, грузинские рабы.
За кухню несли ответственность главный повар или «ашпаз-баши», подноситель воды или «абдар-баши», и лицо, отвечавшее за кофе и чай. «Амбардар-агасы» нёс ответственность за надзор за продуктами на складе, которые привозились ежемесячно. Скоропортящиеся продукты доставлялись ежедневно из частных владений за пределами крепости, а мясо поставлялось кочевниками в качестве дани или налога. Конюшни были вторым по значимости сектором внешнего двора. Здесь заведовали «эстабл-агасы» (ответственный за конюшни), «гатыр-баши» (ответственный за мулов), «шутул-баши» (ответственный за верблюдов), «лантардар-баши» (ответственный за седла), «джиловдар-баши» (ответственный за стремена и уздечки). Другими важными чиновниками внешнего двора были ответственные за сады («багбан-баши»), музыку, развлечения и процессии («наггара-баши»), охоту («шикар-баши»), мастерские предметов роскоши, домашнего хозяйства и одежды для жильцов дворца («уста-баши»).
Гулямы, возглавляемые беком или другим офицером, были ответственны за охрану и сопровождение хана. Кроме того, хана на официальных церемониях всегда сопровождал палач, «миргазаба»' — символ его судебной власти.
О внутреннем дворе («андаруне») известно куда меньше. Во внутренний двор входил гарем. Главной женой Гусейнкули-хана была Гаджи-бегум-ханум, а наличие 36 жён хана служило скорее вопросам престижа, нежели практическим целям. В отличие от сефевидских времён, за гаремом не всегда прислуживали евнухи, хотя наименование ага/агаси сохранялось.
«Сандугдар-агаси» платил жалование всем чиновникам и персоналу обоих дворов, в то время как амрардар-агасы платил за провизию. Все расходы двора управлялись чиновниками внутреннего двора.

## Население
Население Эриванского ханства условно можно разделить по этноконфессиональному признаку на две основные категории: мусульман (тюрки, персы, курды) и армян — христиан.
С приходом к власти династии Сефевидов, весь Иран и прочие страны, непосредственно подчинённые кызылбашам, были разделены на ульки (феодальные наделы) между главами тех или иных племён. В то же время обширные территории передавались в пользование воинам из этих племён. С таких территорий старое население, как правило, изгонялось. Так происходило, в частности, в Армении. Так в XVI веке в Ереванскую область были поселены части тюркских кызылбашских племён устаджлу, алпаут и байят, при шахе Аббасе I были поселены также племена ахча-коюнлу каджар; ещё раньше здесь утвердились курдские племена чамишкизек, хнуслу и пазуки. В 1779 году, во время своего похода на Эривань, царь Грузии Ираклий II переселил в Грузию часть армянского населения Эриванского ханства.
В 1795—1826 годах начинается новая волна антиармянских репрессий, которая привела к бегству около 20 000 армян в Грузию. Несмотря на это, в 1831 году, через 3 года после присоединения области к России, здесь проживало 20 100 армян-старожилов. В 1814 году последний эриванский сардар Гусейн-хан переселил в область Эривани тюркское племя карапапахов. Каджарский Иран в течение своей истории многократно демонстрировало дискриминационную политику в отношении немусульман. В течение русско-турецких войн армяне неоднократно подвергались преследованиям. Подобная антиармянская политика особо усилилась в 1820-х годах. Некоторые армянские семьи были насильно высланы из Эриванского ханства в другие области Ирана, а многие молодые армяне оказались проданными в гаремы высших сановников Ирана и состоятельных лиц.
Армянское население было обременено всеми возможными налогами и податями, а также подвергалось грабежам: «Каждый армянин принуждён был тщательно скрывать своё имущество, потому что если хан узнавал о нём, то или отбирал силой, или умерщвлял армянина, чтобы захватить его богатство» (Н. Ф. Дубровин).
Армянское население в ханстве не составляло[когда?]

 паритета или большинства по отношению к мусульманам. Несмотря на то, что Описание зафиксировало армянское большинство в некоторых магалах, это произошло только после миграции из ханства примерно 25 000 мусульман; по этой причине, нет никаких свидетельств об армянском большинстве в период персидской администрации. Единственным магалом, где возможно было армянское большинство, был Кярбибасарский магал с духовным центром армян в Эчмиадзине. Армяне, несмотря на меньшинство, имели духовенство равное мусульманскому большинству, а также молитвенные дома во всем регионе. Более того, согласно И.И. Шопену, на территории Эриванского и Нахичеванского ханств, порядка 90% всех религиозных сооружений были христианскими, в том числе, насчитывалось 250 Армянских Апостольских церквей и 25 мечетей, причём основная часть мечетей были новыми, построенными в конце XVIII и начале XIX веков, в отличие от Армянских церквей, имевших более древнюю историю строительства .
К концу существования ханства мусульмане составляли бо́льшую часть населения (80 %), и были представлены «персами» (тюрко-персидская бюрократическая элита), тюрками и курдами. Согласно ряду источников, такое процентное соотношение связано с историческими процессами в регионе в предшествующие периоды истории, в частности, только в период между 1776 - 1817 годами, грузинским царём Ираклием Вторым и ереванским правителем Гусейн-ханом, из территории Эриванского ханства были выведены свыше 50,000 армянского населения (20,000 вывел Ираклий Второй и 30,000 - Гусейн хан в 1817 году). Согласно «Камеральному Описанию», оседлые и полуоседлые мусульмане насчитывали примерно 50 000 человек. Однако эта цифра не учитывает оседлых и полуоседлых членов мусульманской общины, покинувших область после поражения Каджаров, а также убитых в ходе Второй русско-иранской войны. Воспользовавшись XII, XIII и XIV статьями Туркманчанского договора, члены персидской правящей иерархии, многие из которых проживали в городе Эривань, практически целиком переселились из ханства в Иран. Российское «Камеральное Описание» насчитало в Эриванском ханстве 521 село. Эта цифра представляет собой все населённые сёла после русского завоевания, но не отражает точного количества поселений до. Однако описание упоминает примерно 300 брошенных сёл. Главными причинами этого были война, природные бедствия, и в особенности переходы населения после русско-персидских войн. И. И. Шопен, описывая эти 300 брошенных селений, указывает, что все они были армянскими населёнными пунктами, откуда армянское население было насильственно изгнано во время опустошительных военных походов персидских войск в XVIII веке, и добавляет, что сюда часто заходили тюркские кочевники, чтобы наживиться остатками брошенного армянского имущества, и они же (тюркские кочевники) дали всем этим населённым пунктам новые названия .Многие из этих сёл был вновь заселены армянскими иммигрантами, которые продолжали прибывать после русского завоевания и на протяжении оставшейся части XIX века из Ирана, других закавказских провинций и Османской империи. Перед российской оккупацией мусульманское население составляло порядка 87 тысяч человек, из которых 26 тысяч (в том числе 10 тысяч из столицы ханства, Эривани, включая бюрократическую элиту) уже после аннексии ханства отсутствовали (ввиду массовой эмиграции в Иран или гибели в ходе войны 1826—1828 годов). Среди мусульманского населения большинство составляли тюрки (азербайджанцы) — 31588 оседлых или полукочевых крестьян и 18284 кочевников, ещё 350 семей (1800+ человек) покинуло ханство после аннексии Россией. Далее шли курды в количестве 25237 человек, из которых 14500 человек погибло или эмигрировало в Иран. Население столицы ханства ввиду гибели или эмиграции сократилось на 10 тысяч человек, включая тюрко-персидскую элиту.
К 1828 году, население ханства распределялось следующим образом: мусульманское население — 71,5 % (49 875 человек), а армянское — 28,5 % (20 073 человека).
При этом, несмотря на войны, вторжения и переселения, произошедшие в предыдущие столетия, армяне, вполне вероятно, вплоть до XVII века всё ещё составляли большинство населения Восточной Армении, однако насильственное переселение от 250 000 до 300 000 армян персидским шахом Аббасом I, осуществлённое в 1604—1605 годах, резко сократило армянское население региона. До этих событий, во время Турецко-персидской войны (1578—1590), только из одной Эривани было угнано в рабство 60 000 армян. В результате войн, длившихся столетиями, к 1804 году население города Эривань сократилось до 6 000 человек. Оно вновь начало увеличиваться при последнем хане, и лишь к 1827 превысило 20 000. На протяжении XVIII века продолжалась миграция армян из ханства на территорию России, в частности, в Тифлис, ставший крупным армянским центром.
К 1832 году, после ухода тысяч мусульман и прибытия на территорию вновь образованной Армянской области примерно 45 000 армян (23568 из Персии и 21639 из Османской империи), христианское население значительно выросло, а позднее сравнялось по численности с мусульманским. Однако только в последней четверти XIX века, после того, как русско-турецкие войны 1854—1856 и 1877—1878 годов привели ещё больше армян из Османской империи, армяне, впервые за многие века, вновь превратились в большинство на часть своей исторической родины. Несмотря на это, и вплоть до начала XX века, мусульмане составляли большинство в городе Эривань.

### Быт и расселение

#### Оседлое население
И. Шопен оценивает оседлое население Эриванского ханства, по состоянию на 1827 год в 71,400 человек, из которых до 50,000 человек жили в деревнях и 21,400 человек в городах. В национальном отношении, из них 25,151 армян (35,2%) и 46,249 мусульман тюркского, курдского и персидского происхождения (64,8%) .
При этом, указывается, что данные цифры имели место лишь к последнему году существования ханства, если же говорить о периодах до 1776—1817 годов, то доля армян была выше, а доля мусульман ниже. Так, по состоянию на 1776 год, во всем Закавказье насчитывалось 422,000 армян (в 1760 году - 437,000 армян), из которых порядка 75,000 жили в Эриванском ханстве, составляя 81,6% оседлого населения и 53,8% от всего населения (включая кочевников).
В течение всего периода существования Эриванского ханства шло системное уменьшение численности армян. Так, только в период между 1795—1817 годами, из Эриванского ханства в Грузию и Персию, были насильственно угнаны свыше 50,000 оседлого армянского населения.
И. Шопен упоминает также насильственное выселение 2,000 армян из непосредственно города Эривань в Тифлис в 1804 году, а также изгнание в Персию жителей около 300 армянских деревень, в значительной мере с берегов озера Севан, еще в первые годы появления ханства в середине XVIII века, а также рассказывает историю о пожилых армянах, которые вернулись в родные селения спустя много десятилетий изгнания, после установления здесь российской власти и нашли здесь свои дома и могилы своих родственников.
Армянское население проживало, в основном, в городах Эривань, Нахичевань и центральных магалах. Они предпочитали полностью оседлый земледельческий образ жизни или занятие различными профессиями. Незначительное количество армян было полуоседлыми селянами, зависевшими от земледелия, но также ограниченно практиковавшими пасторализм. В городе Эривань к 1827 году армяне компактно сохранялись главным образом в районе Конд квартала Шахри. Несмотря на то, что в квартале Тепебаши проживало некоторое количество армян, в квартале Демирбулаг к 1827 году их не осталось. Армян не осталось в магалах Саадлы и Шарур и очень мало — в магалах Сейидли-Ахсахли, Гарнибасар, Ведибасар, Гёкча, Апаран и Талин. Хотя И. Шопен во всех этих местах описывает огромное число зданий (кладбищ, церквей, монастырей, светских сооружений), оставленных армянами — изгнанными из этих районов . Более чем 80 % армянского крестьянства было сконцентрировано в магалах Гырхбулаг, Кярбибасар, Сурмалу и Сардарабад. Подобно другим христианским меньшинствам Ближнего Востока, армяне жили по соседству друг с другом, вблизи своих религиозных и административных центров.
Армяне, несмотря на то, что по численности населения к началу XIX века уже уступали мусульманскому, количественно продолжали доминировать почти во всех профессиях (в сельских поселениях они были близки к образованию монополий в большинстве профессий), а в целом по губернии, ремесленники не делились по религиозному признаку (за исключением, например, сферы виноделия).
Мусульманское оседлое население, достигало  46,249 человек , более половины которых были крестьянами, остальные были заняты в государственном управлении или военной службе. Оседлые мусульманские крестьяне, численность которых достигала до 30,000 человек, были рассеянны по маленьким сёлам, эта группа была преимущественно представлена обращенными в ислам, и в последующем, отуречившимися армянами  и тюркскими племенами баят, кенгерли, аккоюнлу, каракоюнлу, айрум, каджар и карапапах.

#### Кочевники
Кочевое население состояло из всех курдов, примерно 20 000 тюрков и незначительной части армян. Они вели частично или полностью кочевой образ жизни и использовали для этого более половины земель в ханстве. Большинство из мусульманских групп были организованы в кланы или конфедерации. В ханстве совместно проживало три категории полуоседлого и кочевого населения: крестьяне, которые сезонно пасли свои стада на горных пастбищах в течение дня и обычно возвращались домой при наступлении сумерек; полукочевники, зависевшие от земледелия, но совершавшие сезонные локальные миграции, ограничивавшимися 30 милями или меньше; и настоящие кочевники с отдельными летними и зимними стоянками, чьи миграционные пути отличались большими дистанциями. Первые две группы практиковали вертикальный номадизм, следуя по горам за прораставшей весенней травой по мере таяния снега и возвращаясь в свои сёла с наступлением сумерек или зимы. В обоих случаях значительная часть племени или села оставалась в своих поселениях, выращивая необходимые для выживания общины злаки. Таким образом, эти кочевники, составлявшие малую часть общей сельскохозяйственной базы, практиковали разновидность номадизма, напоминавший Alpenalwirschaft или сезонный перегон скота на новые пастбища в Швейцарии и Тироле. Некоторые из этих полукочевников ранее были кочевниками, обнищавшими из-за природных бедствий, и по этой причине уже не могли содержать минимальное поголовье скота в своих стадах и, вероятно, были вынуждены перейти к земледелию. Многие из полуоседлых деревень были розданы во владение племенным вождям или контролировались ими; таким образом, полуоседлое население в целом частично сохраняло свои племенную структуру и идентичность.
Однако все курды и часть тюркских племён были кочевниками с отдельными летними, или яйлагами, и зимними, или гышлагами, стоянками. Эти кочевники делились на две основные группы. Первые были группами скотоводов, состоявшими из 15—30 палаток и в среднем насчитывавшими менее чем 6 человек в семействе. Они объединялись с другими подобными общинами для формирования более крупных лагерей во время своих миграций и войн. Вторые были группами из 100 и более палаток и насчитывали в среднем 7 человек а семействе. Они занимали целые районы и обычно имели общее происхождение. По соображениям безопасности обе группы объединялись с другими и образовывали конфедерации («эль» или «тайфа»). Их пастбищные земли и миграционные пути и территории считались частным владением этих крупных конфедераций (насчитывавших от 500 до 5000 палаток), численная мощь и политико-экономические связи которых позволяли им манипулировать или контролировать менее крупные кланы, а также получать привилегии от государства. Несмотря на то, что некоторые из крупных племенных групп претендовали на общее происхождение, чаще они состояли из различных кланов, объединённых под управлением одного лидера (хана, бека или калантара). Внутри конференции вождь или ильхан признавал глав или «кадхода» меньших кланов, а также вождей более крупных племён. Различные группы конфедерации зимовали либо в сёлах оседлой части своего клана, либо в поселениях вблизи своих пастбищ, где они могли обменивать шерсть, сыр и масло на землянки и фураж. Большое количество кочевников в ханстве имело важное значение не только из-за поставляемых ими продуктов животноводства и вещей ручной работы, но и из-за предоставляемых ими кавалерийских отрядов. Политическая структура этих племён была организована в систему, которая характеризуется как тюркская. С точки зрения организации эта система была очень продвинутой и следовала за существовавшим среди племён природным неравенством. Несмотря на то, что у каждого племени имелся свой вождь, доминировало одно племя, чей вождь становился главой всей конфедерации. До тех пор, пока вождь был в состоянии обеспечивать интересы всей конфедерации, ему повиновались и его клан обладал преимуществом во всех значимых вопросах. Соперничество между племенами и постоянные усиление и ослабление власти использовались эриванским сардаром в его собственных интересах. Несмотря на культурные контакты и заимствования, отношения тюркских и курдских кочевников была традиционно враждебной. На территории ханства были особые пастбища, принадлежавшие крупным курдским племенам.
Тюркские племена прочно контролировали важны пастбищные земли в центре и на севере ханства. В целом они были организованы в немного более крупные племенные группы и конфедерации, чем курды. Наиболее крупными племенами были карапапахи, с численностью, приближавшейся к 5000 человек, и айрумы, с более чем 3000 кочевников. За ними следовали 6 конфедераций, каждая из которых насчитывала приблизительно по 1000 членов — бёюк-чобанкара, саадлы, сейидли-ахсахлы, муганлы и два каджарских племени шахдили и садаракли.
Карапапахи контролировали пастбища Ведибасара (по магалам смотрите раздел про административное деление) совместно с бёюк-чобанкара; в Ведибасаре также проживали и каджары, в окрестностях селений Садарак и Веди-Улья; муганлы проживали в Кярбибасаре. Айрумы располагались в Талине; сейидли-ахсахлы господствовали в одноимённом магале; бёюк-чобанкара притязали на пастбищные земли Гырхбулага и Апарана, но делили Зангибасар с карапапахами. Эти крупные конфередерации полностью контролировали магалы Зангибасар, Талин, Апаран, Сейидли-Ахсахлы, Деречичак и Гырхбулаг. Менее крупным тюркским племенам разрешалось кочевать в северной Гёкче, Деречичаке и Саадлы. Таким образом, племя сарашлы обитало на равнине Ахрыджа и северных склонах гор Ахманган в Гёкче и части Деречичака. Племена керимбейли, гафарлы, гёдаклы и джамилли были сосредоточены на западе озера Севан (Гёкча), а племени саадлы были отведены его традиционные пастбища в одноимённом магале. Временами в пределы Шарура и Гёкчи вступала крупная конфедерация кенгерли, кочевавшая во всём Нахичеванском ханстве. Большинство карапапахов и айрумов покинули ханство после русского завоевания и при помощи Аббаса Мирзы поселились в Иранском Азербайджане.
Курдские кочевники делились на три группы по конфессиональной принадлежности: суннитов, шиитов и езидов. Наиболее могущественными и крупными конфедерациями были сунниты, состоявшие из трёх главных групп: зилан, включавшая племя асни в 2000 семейств; джалали, с примерно 400 и бирюки с почти 300 семействами. Были и две менее крупные федерации, например, радиканлы и одна из ветвей карачорли (преимущественно шиитская конфедерация). Многочисленные мелкие племенные группы, насчитывавшие от 8 до 72 семейств, кочевали отдельно.
Курды-сунниты преимущественно проживали в Сурмалинском и Гарнибасарском магалах. Джалали проводили лето в Сурмали, а зиму в Гарнибасаре. Зилан проводили лето и зиму вдоль горной цепи Агрыдаг в Сурмали и Дерекенд-Парченисе. Бирюки проводили лето в районе Севана (Гёкчи) на северных склонах Ахриджи в Гёзялдере и Гаранлыге и зимовали в Шаруре. Вся конфедерация зилан, вместе с многочисленными мелкими племенами, эмигрировала в Османскую империю после русского завоевания. Российское камеральное описание, составленное вскоре после аннексии, также указывает племена месркендли, кызылбаш ушагы, джамадинли, сакендли, халиханлы и билхиханлы из конфедерации джалали как покинувших ханство. Магал Сурмали покинуло наибольшее количество кочевников.
Курды-шииты были сгруппированы в две крупные и три мелкие конфедерации. Они почти целиком проживали в южной части магала Гёкча. Шиитские ветви карачорлу насчитывали 650 семейств и состояли из следующих кланов: гасанлы, гулаханлы, шадманлы, шейланлы, тахмасибли, хаджисамлы, султани, алианлы, баргушат, баб-али, гулукчи, халуджи, фаруханлы, гулуханлы и бозлы. Члены племени карачорлу зимовали в селениях Алимеммед Гышлагы, Веди-Суфла и Чаткаран в Гарнибасарском и Гёкчинском магалах. Второй самой крупной группой курдов-шиитов было племя милли, 350 семейств которого делили пастбищные земли с карачорлу. Тремя более мелкими племенами были алиханлы, колани и пюсьян, проводившие зиму и лето в Гёкчинском магале.
Количество езидов И.И. Шопен оценивал в 67 семей.
Особой группой кочевников, не принадлежавших ни к одному конкретному племени, были цыгане. В ханстве кочевали три главные группы христианских, суннитских и шиитских цыган: мютриб (сунниты), зимовавшие в селе Ходжа Парах в Зангибасарском магале, гарачы (шииты), зимовавшие в селении Киштак в Шарурском магале, и боша или армянские цыгане, проживавшие в пригородах Эривана. Эти группы, насчитывавшие примерно 100 семейств, были кузнецами, ветеринарами, артистами, чародеями, акробатами, аптекарями и жестянщиками. Они сезонно путешествовали вместе с кочевниками, выполняя уникальную функцию торговли и предоставления всех мелких услуг.

## Административно-территориальное деление

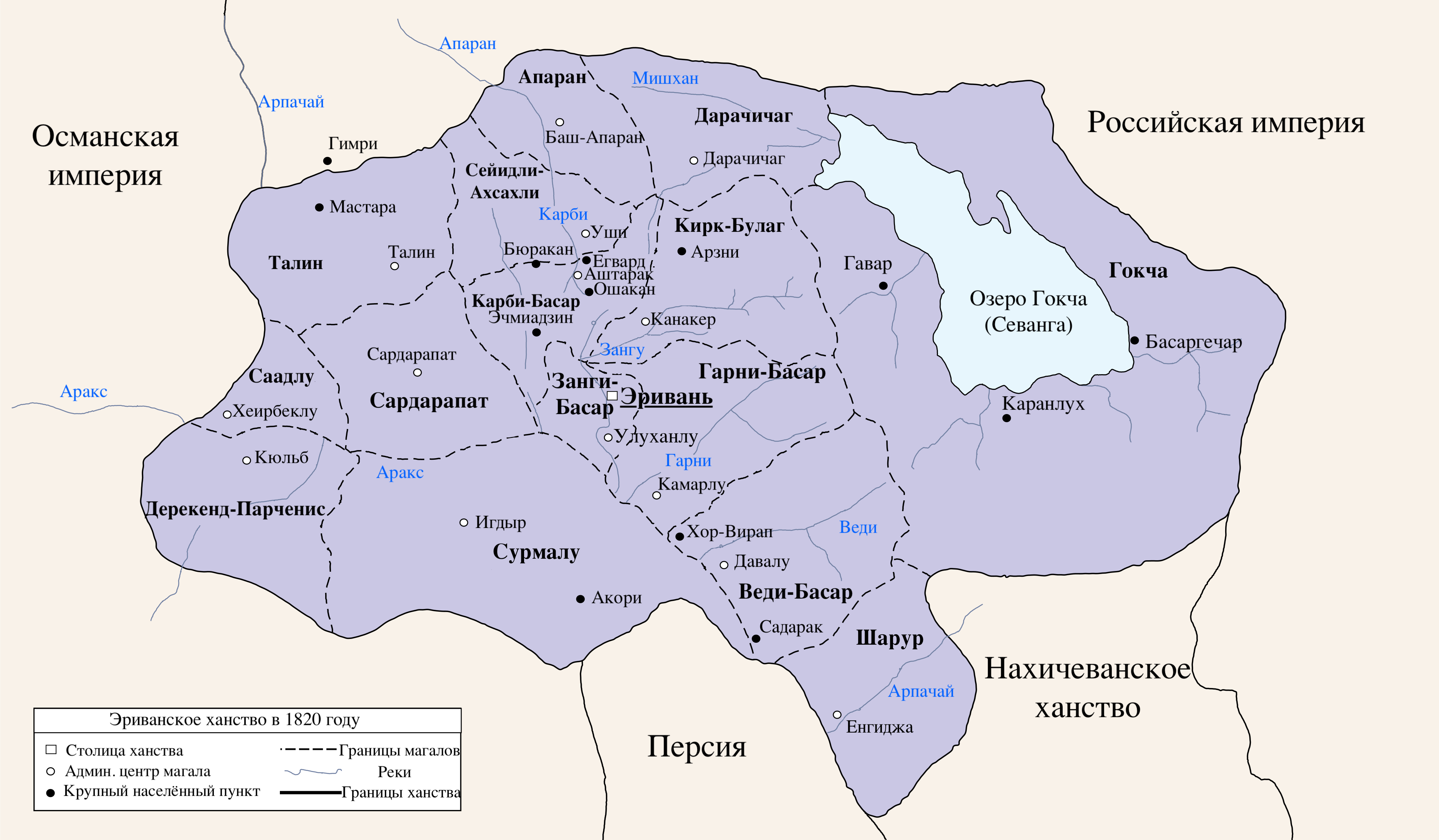
Административная карта Эриванского ханства

Ко второму десятилетию XIX века, территория Эриванского ханства была разделена на 15 магалов которые обычно носили наименования по названиям разграничивавших их рек или ручьёв. В списках сёл указаны только имеющие наличное население. Кроме того, 310 сёл были заброшенны, из которых названия имели только 270.

### Зангибасарский магал
Являвшийся важным населённым центром, простирался от южной части города Эривань до реки Аракс. Несмотря на то, что в XVIII веке он был частью магала Гырхбулаг, к XIX веку он стал самостоятельным магалом. Центром для 26 сёл этого округа было село Улуханлы (Масис). Округ орошался рекой Занга (Раздан) («басар» в названии магала означает «покрывается», в данном контексте — «орошается») и частью ручьёв Гырхбулага посредством множества искусственно созданных каналов.

#### Сёла
Шенгавит-Баят, Чарбаг (Чахарбаг), Шенгавит, Норагавит, Бейбутабад, Улуханлу, Ашагы Нежли, Юхары Нежли, Хаджи Ильяс, Галалы, Агджагышлаг, Ширабад, Арбат, Ходжа Парах, Гёк-Гюнбед, Сарванлар-Хараба, Демирчи-Шоллу, Гарагышлаг, Вермаз-яр, Донгузкян, Сарванлар-Улья, Рейханлы, Абулькенди, Сеидкенди, Сарыджалар, Шёллю-Мехмандар.

### Гарнибасарский магал
Располагался к западу от озера Севан (Гёкча) и простирался на юге до реки Аракс. Основное население составляли кочевники и некоторое количество оседлых мусульман, а также небольшое количество армян. Его центр, село Камарлу (Мецамор), окружали 52 села. Через округ протекала река Гарничай (Азат).

#### Сёла
Агхамзали, Джабачылы, Гаратапа, Гарадаглы, Харатлы, Богамлы, Имамшахлы, Гарагоюнлу, Коласар-Улья, Тоханшахлы, Шейх Зад'Али, Тамамлы, Гарахамзали, Шейхдамлы, Башин Али, Угурбейли, Чинаханлы, Дялиляр-Бёюк, Дялиляр-Кичик, Новрузлу, Камарлу, Даракали, Ува, Масумлу, Бекдживазлы, Бозаванд-Ахунд, Арташат, Гурбангулу, Тяпябаши, Двин, Аязлы, Бозаванд Гуламали, Доггуз, Яманджалы, Мехраблы, Агджагышлаги, Дженнетли, Агбаш, Ипекли, Коласар-Суфла, Арпава, Гаравели, Аратан, Эминджа, Аралыг, Джуфтлик, Сирбоган, Бейбут, Гилянар, Кётпигулагы, Гёль, Кохт.

### Ведибасарский магал
Располагавшийся на левом берегу Аракса, был окружён магалами Шарур, Сурмалу, Гёкча и Гарнибасар. В нём проживало большое количество кочевников, но практически не было армянских семейств. До XIX века Ведибасарский магал был частью Гарнибасарского. В округе насчитывалось 21 село с центром в Давалу (Арарат). Его главными водными источниками были река Ведичай и ручьи Капана.

#### Сёла
Хор Вирап, Веди-Суфла, Алимеммед Гышлагы, Шютлю, Халиса, Девели, Веди-Улья, Дашлы, Гёраван, Енгиджа, Афшар, Садарак, Асни, Горки, Кадили, Гараагадж, Джомушбасар, Джехин, Джирманис, Гёзсуз, Армик.

### Шарурский магал
Самый южный округ ханства, граничил с Нахичеванским ханством и Иранским Азербайджаном. На его территории проживало большое количество кочевников, но не было армян. Этот округ, составлявший в прошлом часть Нахичеванского ханства, был включён в состав ханства только в начале XIX века. Его центром была Енгиджа, кроме того было 50 сёл. Главным источником ирригации был восточный Арпа-чай (Арпа).

#### Сёла
Гушчу-Демирчили, Махта, Дудянгя, Зейвя, Норашен-Суфла, Аксикенд, Махмудкенди, Норашен-Улья, Лошан, Дашарх, Киркчили, Кюрдкенди, Шахрияр, Енгиджа, Чомахтыр, Чярчибоган, Мухаммед-Сабир, Муганджик-Мирза Мюслюм, Муганджик-Мехраблы, Гархун, Аралыг-Келбали-хан, Аралыг-Мухаммедали-бек, Сиягут, Кёсаджан, Парчы, Элекли, Ялгызагадж, Вермаз-яр, Ханлыглар, Абдулла, Гышлаг-е Аббас, Томаслы, Вайхыр-Суфла, Сардарабад, Диядин, Араб-Енгиджа, Гарахасанлы , Бабеки или Абисия, Кештак, Дярвишляр, Арбатан, Халадж, Алышар, Муганлы, Горчулу, Аг Ахмед, Гарабюрдж, Тезекенд, Бурунлу, Вайхыр-Улья.

### Сурмалинский магал
Располагался на правом берегу Аракса, между этой рекой и горами Арарат. В этом очень густонаселённом округе проживало наибольшее количество кочевников ханства. В ханстве было 49 сёл, окружавших гору Арарат; центром был Игдыр. Его северо-западная часть орошалась рекой Аракс; на юге, где господствовал пасторальный номадизм, сельское хозяйство было незначительным.

#### Сёла
Архури, Рахматабад или Рамазанкенди, Хасанабад, Сулейманабад, Дженнетабад, Дашбурун, Тоханшах-Каджар, Тоханшах-Баят, Гёкчали, Ширачи, Сафаргулу, Алиджан, Хусейнкенди, Мюршюдали Гышлагы, Зюльфюгар, Теджирли, Эвчиляр, Амарат, Наджафали, Гази Гышлагы, Элетли, Паник, Гызыл Закир, Газанчы, Сарычобан, Агавер, Аг Мухаммед, Арабкирли, Молла Ахмед, Янджы, Гузугюдян, Гасымджан, Блур, Аг Вейис, Али-Гямярли, Хошхабар, Халфали, Игдыр, Ибрахимабад, Бахарлу, Аргаджи, Мялякли, Каракоюнлу, Дашлыджа, Сичанлы, Гызыл Кюла, Гюллюджя, Молла Гамар, Джанджавад.

### Магал Дерекенд-Парченис
Также располагавшийся на правом берегу Аракса, был наиболее юго-западным округом и находился на западе от Сурмалу. Он был главным центром кочевого племени асни. Ранее он считался частью округа Сурмалу, но Хусейнгулу-хан выделил его в отдельный округ и учредил административный аппарат для управления важными соляными копями Кюльб. Его 55 сёл — 26 в Парченисе и 29 в Дерекенде, административный центр которых находился в Кюльбе, орошались притоком Аракса.

#### Сёла
Кюльб, Гарагала, Пирили, Тураби, Гамышлы, Гатырлы, Яглы, Гюльахмед, Гызылбулаг, Тавусгон, Инджа, Аббасгули, Аликёса, Парченис-Хараба, Хамиркясян, Парченис-Галача, Гуруагадж, Демирсыхан, Гая-Хараба, Алчалы, Гараджейран, Чаткаран, Гандзак, Гаягышлаг, Гюлаби, Акерак, Суки́, Кахен, Хасанджан, Хаджимли, Сарабдал, Чичякли, Кялякли, Гумбулаг, Хасанкенди, Акдис, Союгбулаг, Джандервиш, Амироджаг, Гырхбулаг, Галача, Огрунджа, Агдаш, Джафарабад, Гарадаш или Байрамкенди, Аливерди-Хараба, Герампа-Ашага, Алимали, Тякятлу, Чыраглы, Парнаут и Ирабад (население указано вместе), Османкенди.

### Магал Саадлы
Самый маленький в ханстве, располагался по соседству с Карсским пашалыком (эялетом), на территории между западным Арпачаем (Ахуряном) и рекой Аракс. В округе, где не было армянского населения, господствовало племя саадлы. Он состоял всего из 9 сёл с центром в Хейрибеглу.

#### Сёла
Сёйютлю, Хусейнкенди, Джирухли, Элимджан, Хаджибайрамлы, Ахрисифят, Хейрибеглу, Ассар, Шахварид.

### Талинский магал
Находившийся между горой Алагёз (Арагац) и западным Арпачаем (Ахуряном), граничил с Грузией и располагался на главной дороге, связывавшей две области. Округ не был густонаселён, в нём было всего 20 сёл; однако через его центры, Мастару (Мастара) и Талин, проходили важные торговые пути к Чёрному морю и, через Тифлис, в Россию.

#### Сёла
Нор Талин, Эшняк, Мехрабанлы, Иринд, Гаргаговмаз, Агджагала-Улья, Агджагала-Суфла, Яшил, Башсыз, Багджаджыг, Шейх Хаджи, Дядяли, Аралыг, Хин Талин, Гёзлю, Ени Кармазили, Гул Дервиш, Адыяман, Мастара, Сёйюдлю

### Магал Сейидли-Ахсахли (Сеидли)
Располагался на юго-восточных склонах горы Алагёз (Арагац). В округе, насчитывавшей всего несколько армянских семейств, господствовало племя саадлы. Он состоял из 20 сёл (11 в сейидли и 9 в ахсахли) с центром в Уши, на берегу притока Аракса.

#### Сёла
Диян, Гараджалар, Аван, Махта, Киош, Койтул, Уджан, Дигир, Перси́, Кётанлы, Назиравари, Ени Газанфар, Сергеул, Уши́, Кичиккенд, Бабакиши, Кирашли, Калашкенди, Тигид, Гараджейран.

### Сардарабадский магал
Располагался на левом берегу Аракса. В сельской части этого округа проживало большое количество курдов, а в 22 сёлах проживало смешанное армяно-тюркское население. В период нахождения на должности Хусейнгулу-хана здесь была построена крепость, как для защиты от вторжений со стороны России и Османской империи, так и в качестве летнего места отдыха для правящих кругов ханства. Некоторые из сёл округа были розданы в качестве тиюля или земельного пожалования в обмен на службу членам правящей иерархии, и его административный центр, Сардарабад (Сардарапат), служил в качестве второй резиденции правительства ханства.

#### Сёла
Шарифабад, Гархун, Туркменли, Чубугчу, Маркарагёк, Эвчиляр, Агче-арх, Армудлу, Узуноба, Ийдали, Годжаярали, Джанфеда, Гузугюдян, Курдукули, Тападеви, Кярим-арх, Сардарабад, Молла Баязид, Кечили, Шахрияр, Джафарабад, Колах-арх.

### Кярбибасарский магал
Густонаселённый и богатый округ, находился в самом центре ханства. В этом округе располагался армянский духовный центр, Святой Престол Эчмиадзина. Налоговые ведомости упоминают 40 сёл с центром в селе Аштарак. Воды Апарансу (Касах) и Кярбичая, двух притоков Аракса, были направлены в разветвлённую ирригационную сеть.

#### Сёла
Гямярли, Хатун-арх, Мирза-Хусейн, Сефиабад, Аралыг-Коланы, Зейва, Ясахлы или Нижний Ахлиани, Алибейли, Абдуррахман, Вагаршапат (Учкилисе), Герампа, Муганджыг, Самангар, Айтахт, Кёрпали, Куракенди, Агчегала, Кырнауз, Агнавнатун, Франганоц, Тусс, Хаджи Гара, Мулла Дурсун, Хаджилар, Арамлы, Аярлы, Гызылдемир, Ошакан, Аштарак, Парпи, Такия, Акерак, Патриндж, Акис, Бюракан, Эргов, Талыш, Талыш-Акерак, Калашан, Егвард.

### Магал Апаран
Наиболее северный и один из самых горных, находился поблизости берегов Апарансу (Касах). В нём практически не было оседлого армянского населения или мусульман, поскольку он был зоной боевых действий и располагался прямо на пути вторжения из Грузии. Округ был населён в основном племенем бёюк-чобанкара. Его 39 поселений, большинство из которых принадлежало кочевникам и служило в качестве зимней стоянки или военных гарнизонов, управлялись из Баш-Апарана.

#### Сёла
Могни, Ованнаванк, Кярби (большой), Кярби (малый), Сагмосаванк, Акина-Гёк, Галача, Гюнбяз, Базарджыг, Ширагала, Тякярли, Булхейр, Гаракилиса, Аствацнакел, Гушчу, Аликючюк, Чамирли, Молла Гасым, Дамджылы, Сачили, Амирли, Голаби, Сарыбудаг, Сама-Дервиш, Куллуджа, Мелкумкенди, Хаджи Багир, Гаранлыг, Баш-Апаран, Дамагёрмаз, Миряк, Меликкенди, Гурубогаз, Гандагсаз, Джарджайис, Чобан-Чоракмаз, Гарагала, Джянги.

### Магал Деречичак
Граничил с Грузией и простирался до северной оконечности озера Севан (Гёкча). Его мягкий климат делал его идеальным летним местом отдыха для элиты ханства. В этом округе было 39 селений с центрами в Деречичаке (Цахкадзор) и Бжни. Территория орошалась Мисхансу, притоком Зангичая (Раздана).

#### Сёла
Аллах-Парс, Ровзанлар, Гюмюш, Арзакян, Даллулар, Гябр Али, Деречичак, Соллак, Кахси, Агпара, Макраванк, Нижний Ахта, Верхний Ахта, Гарнигов, Рандамал, Занджирли, Фаррух, Бабакиши, Делипаша, Саринджан, Тайчарых, Горчулу, Чёпюр Али, Дедегышлаг, Тякялик, Улашыг, Гарагала, Горузгюни, Яйджы, Тутмашен, Цахкунг, Шахрис, Чорчор, Ордякли, Гомадзор, Цакмакаберд, Чубуглу.

### Магал Гёкча
В самом крупном округе ханства, находилось пресноводное озеро Севан (Гёкча). Однако тяжёлые климатические условия и многочисленные битвы предыдущего столетия сократили численность населения, и попытки последнего эриванского хана не были полностью успешными. Территория была в основном населена кочевыми племенами, и его армянское население было немногочисленным. В нём было 59 небольших селений, в части из которых зимой проживало кочевое население . Их центром был Гавар, иногда называвшийся Аваном. Магал Гёкча орошался многочисленными ручьями, бравшими начало в горной местности и выпадавших в озеро.

#### Сёла
Бейлихусейн, Зейналагалы, Рахманкенди, Аггала, Агриванк, Гызылджыг (Абулькенди), Норадуз, Гышлаг, Гавар, Гюльали, Кёса Мехеммед, Пашакенди, Делигардаш, Гюзяджик, Башкенд, Эйранис, Атамхан, Велиагалы, Тезекенд, Деликдаш, Гёлькенди, Нижний Адыяман, Верхний Адыяман, Абдулагалы, Гёзялдере, Аггыраг, Верхний Гаранлыг, Нижний Гаранлыг, Золахач, Кёланы-Кёрлан, Алчалы, Гарасаггал Гышлагы, Ярпызлы, Загалы, Гызылбулаг, Гырхбулаг, Ханлы (khanli) Аллахверди, Басаркечар, Хошабулаг, Кейти-Ашага (Салманкенди), Баш Кейти, Эллиджа, Дашкенд, Даш Кейти, Татулу Гышлагы, Зарзевиль, Зод (Сотк), Аг Йокуш, Огрунджа, Мазра (большой),  Мазра (малый), Кясямян, Шишгая, Чиль, Арданидж, Адатапа, Шор Али, Агбулаг, Тохлуджа.

### Магал Гырхбулаг
Важный, располагавшийся в центре и частично окружавший Эривань округ, отделялся от магалов Гёкча и Деречичак горами Ахманган (Гегамского хребта), а от Зангибасарского и Гарнибасарского округов рекой Зангичай (Раздан). Его 22 крупных села снабжали Эривань продуктами ежедневного потребления. Административным центром было село Канакир. Округ орошался Гырхбулагом, рекой с сорока ручьями.

#### Сёла
Охчаберд, Мангуис, Джувризи, Кемаль, Тутия, Заар, Чаткаран, Гюмрис, Агадзор, Башкенд, Шахаб, Арамюс, Дзак, Аринджа, Аван, Чалмакчи (Норки), Канакер, Пютгин, Мегоб, Иллар, Элкован.

## Сердары и ханы Эривани

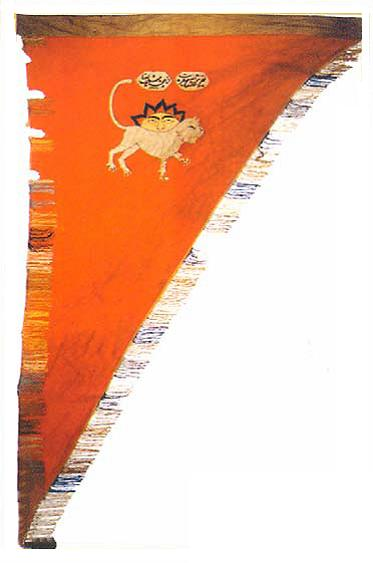
Знамя сердара ханства 1825—1826 гг.

- 1․ Мехти-хан Касымлу (ок. 1745—1748).
- 2. Халил-хан Узбек (1752—1755).
- 3. Гасан Али-хан Каджар (1755—1759).
- 4. Гусейн Али-хан (1759—1783).
- 5. Гуламели-хан (1783—1784).
- 6. Мухаммед-хан Каджар (1784—1805/1806)[189].
- 7. — неизвестные ханы.
- 8. Мехти Кули-хан (1805—1806).
- 9. Ахмед-хан Мукаддам (1806—1807).
- 10. Хусейн-хан Каджар (1807—1827)[190].

## Патриархи (католикосы) всех армян
Эриванское ханство было религиозным центром всех армян, здесь находился духовный центр Армянской Апостольской церкви и резиденция католикоса всех армян, основанная еще в 301 году н.э., в каноническом подчинении которому находились все католикосаты и патриархаты ААЦ в мире. Резиденция находилась в 17 километрах к западу от центра города Еревана, в местечке Вагаршапат. Патриархи обладали особой властью и непоколебимым авторитетом, и им платили налоги все действующие церковные приходы (более 250 действующих приходов к 1820 году) Эриванского ханства, а также сотни армянских приходов Нахичеванского и Макинского ханств, армяно-апостольские приходы Картли-Кахетинского царства, Шамшадина, Казаха, Зангезура ряда других мест, которые собирали налоги с прикрепленных к каждому приходу крестьянских хозяйств. 
- Лазар I (1737—1751)
- Минас I (1751—1753)
- Александр II (Каракасиан) (1753—1755)
- Саак V (1755)
- Акоп V Шемахеци (1759—1763)
- Симеон I (1763—1780)
- Гукас I (1780—1799)
- Овсеп (Иосиф) (князь Аргутинский-Долгорукий — Арлутян-Еркайнабазук)
- Давит V (Корганьян) (1801—1807)
- Даниел I (1807—1808)
- Епрем I (1809—1830)

## Форма землевладения и экономика
Вся земля принадлежала хану, а дворяне управляли поместьями и собирали налоги с крестьян.
Господствующая форма землевладения — мюлькадарство. Мюлькадарами являлись иранские ханы, беки, армянские монастыри, армянские мелики, взимавшие с крестьян, помимо государственных налогов, налоги в свою пользу. Крестьяне отбывали барщину, несли различные повинности. Постоянные турецко-иранские войны разоряли Эриванское ханство, нарушали торговые связи, усиливали произвол местных властей. С начала XVIII века борьба за национальное освобождение приняла особенно упорный характер.
К началу XIX века основной страной, с которой производился товарооборот, была Россия. На экспорт поставлялись: хлопок, сухофрукты, шерсть, лисье шкуры, мрамор, соль, селитра, шёлк, медная утварь, мёд, лошади, оск, виноградный сироп, верблюды, овцы и кинжалы. Импортировались — ткани (хлопчатобумажные и шерстяные), изделия из стекла, различная утварь, кожа, сталь, железо, ртуть, монеты (золото и серебро).
Торговля с Османской империей и Персией была также очень активной. Экспортировалось — зерно, соль, шёлк, хлопок, овчина, ковры, овцы, жемчуг, шкуры и сухофрукты. Импортировались — золото, серебро, табак, кофе и европейские товары.
Всего в городе проживало более 1400 мусульманских торговцев и ремесленников, и около 450 армянских.

## Армия
Армия Эриванского ханства формировалась из двух составляющих: регулярного войска и иррегулярного ополчения. Регулярное войско ханства состояло из личной гвардии хана, сарбазов и маафов, а иррегулярные ополчения — из ополчений местных беков.
Солдат регулярных войск именовали нукерами, из их числа комплектовался основной костяк ханского войска — отряды сарбазов-туфенгчи (мушкетёров). Нукеры были освобождены от всех налогов и иных повинностей. Войско сарбазов делилось на алаи (полки). Содержание регулярного войска обходилось слишком дорого для казны ханства, и зачастую в мирное время полки сарбазов распускались по домам. Войско сарбазов полностью снабжалось за счёт ханской казны. Лучшие воины отбирались в личную ханскую гвардию.
Маафы — воины хана, которые были освобождены от налогов взамен на военную службу. Однако всю свою амуницию маафы приобретали сами — с доходов с земли или от ремёсел, отданных им в «кормление». Звание маафа передавалось по наследству. В мирное время маафы также исполняли полицейскую и охранную функцию в вверенных им округах.
Иррегулярная часть ханского войска формировалась только в военное время из созываемых ополчений беков. Служащие бекских отрядов комплектовались из числа илатов (людей меча) — военнообязанных подданных. В основной своей массе это были представители местных тюркских и курдских племён и родов.
Максимальная мобилизационная способность Эриванского ханства составляла порядка 14 тыс. человек. Однако это число могло было быть достигнуто только в случае полной мобилизации всех ресурсов ханства, то есть призыва как всех военнообязанных, так и любых способных к военной службе подданных, что ханству на деле не удавалось. Общая численность ханского войска вряд ли когда-либо превышала 5 тыс. человек.
В армии сардара существовал также армянский военный контингент, которым командовали армянские мелики Эривани из рода Мелик-Агамалянов либо назначенные ими люди.

## Городское и сельское общество
Весь правящий класс ханства проживал в столице — Эривани, и составлял всего 5 % от общего числа жителей ханства. Это были военачальники, государственные и религиозные деятели, купцы. Практически все они были связаны друг с другом семейными отношениями.
В мусульманских школах обучалось около 200 студентов, изучающих грамматику, язык, историю, исламские традиции и шариат, философию, логику, астрономию, географию, медицину и математику, в армянских (при церквях) — 80, которым преподавалась религия, история, география, язык и математика.
Коммерческая часть городского общества разделялась на следующие классы: купцы (самый обеспеченный слой); базарные торговцы; владельцы небольших магазинов; мелкие торговцы.

## Столица
Столица Эриванского ханства, город Эривань, находился на пересечении между Гырхбулагским и Зангибасарским магалами, у слияния нижних притоков рек Гырхбулаг на востоке и Раздан (Занга) на западе. Эривань являлся административным центром ханства и был единственным его городом. В его пределах находилось 1700 домов, около 800 из которых — Шахри, более 600 — в Тапабаши и более 300 — в Демир-Булах. У большинства домов были фруктовые и огородные сады. Благодаря хорошей орошаемости, город имел пышные фруктовые сады и огороды, придававшие ему зелёный вид издалека. При более близком рассмотрении, представлялся иной аспект города, как то дома из сырцового кирпича и узкие улочки, кишевшими мухами. Город Эривань сохранял свой изначальный облик долгое время после русского завоевания и, в отличие от Тифлиса, вплоть до XX века, оставался чисто азиатским городом. Путешественник Генри Финнис Блосс Линч, побывавший в Эриване в конце XIX века, приводит красочное описание, которое также подтверждает, что город по существу сохранял свой облик:
«Можно сказать, что Эривань лежит на двух плоскостях. Есть плоскость улиц и плоскость ровных крыш, и обе находятся примерно на одном уровне. Когда климат в течение лета превращает комнаты в непригодные для проживания после того, как стены нагреются солнцем, повседневная жизнь обитателей претерпевает соответствующее деление на жизнь на улице и жизнь на крыше. Примерно за час до заката всё население взбирается из нижних комнат или даже подвалов на открытые площадки, покрытые глиной и иногда огороженные перилами, где дует прохладный вечерний ветерок. Деления, создаваемыми узкими улочками, едва различимы; ваша собственная крыша представляется примыкающей к крышам соседей, и все вместе они образуют единую и возвышенную сцену над ландшафтом из тусклой земли и мерцающей реки».
Собственно сам город покрывал пространство в более чем одну квадратную милю; его пригороды и сады тянулись на более чем 18 миль. Прохладные, зелёные и ухоженные огороды и сады составляли резкий контраст с раскалёнными, пыльными и грязными улицами, забитыми мусором и высыхающим навозом. Генри Финнис Блосс Линч добавляет следующий комментарий:
«На улицах, прочерченных грубыми каменными стенами оград, увенчанных обваливающимся гребнем из глины, перспектива ограничивается неизбежной листвой на расстоянии броска камня. Если вы не продираетесь через узкие улочки более населенных кварталов, вы петляете по неровным улицам по глубокой белой пыли, вдоль кружащейся реки либо слыша её журчание за валом, заслоняющим от улочки сад».
Дома в Эривани соответствовали традициям ближневосточных городов того времени. Обычно их окружали высокие стены, из-за чего трудно было составить представление о внутренней части. Входные двери были очень маленькими, и в целях безопасности все окна выходили на крыльцо внутреннего дворика. Однако западные путешественники обычно видели только грязные фасады домов и редко заглядывали в более привлекательную внутреннюю часть. Дома богачей были построены на тот же манер, но с арочными окнами, искусно отделанными дверьми, бо́льшими комнатами и балконами и обычно фонтаном в центре дворика. У богачей также были отдельные комнаты для женских членов домовладения. Мориц фон Коцебу — немецкий член российского посольства к Каджарам в 1817 году, оставил следующее воспоминание:
«(Дома) очень хлипкие и обычно состоят из нескольких комнат, по большей части смотрящих на север; то есть вместо стены большое окно с витражами из разноцветного стекла. Оно закрывается на ночь, но оставляется открытым днём. В комнатах имеется ряд карнизов и ниш, которые у бедных обычно выкрашены белым, а у богатых — украшены прекрасными цветами и позолотой. В каждой комнате есть дымовая труба, обычно напротив окна; пол из камня и у богатых покрыт коврами, у бедных — циновками… В их комнатах нет ни стульев, ни столов, ни зеркал, ни какой-либо иной мебели. Персияне сидят на полу, скрестив ноги; они оставляют свои комнатные туфли у дверей жилищ. Еду им подают на подносах; и если джентльмен не удаляется на ночь в свой гарем, то ему приносят подушку, и он спит там же… Наше жилище, как и все дома сатрапов, состояло из бесчисленных внутренних двориков и комнат, соединённых между собой узкими проходами. У каждой комнаты только один вход. В гареме каждой из главных женщин отведена отдельная комната, и многие другие женщины живут вместе. В этих домах имеется только один вход с улицы, и в первом дворе живёт глава семейства. Стены очень высоки и настолько широки, что по ним беспрепятственно может пройти человек или собака».
Город защищался обнесённой крепостными стенами, которая во многих случаях держалась, когда врывались в сам город. Элита укрывалась в ней, в то время как массам населения оставалось лишь находить общий язык со своими завоевателями. Обычно, население не участвовало в сражениях и попросту выжидало, когда новые или старые повелители решат его судьбу. Крепость была возведена в 1582—1583 годах в период правления султана Мурада III, после того, как Османы захватили область в XVI веке. Несмотря на то, что крепость повреждалась пожарами и землетрясениями, она периодически отстраивалась заново Османами и Сефевидами. В 1604 году Шах Аббас I отвоевал область, и крепость осталась в руках персов несмотря на осаду на протяжении четырёх месяцев со стороны Османов в 1615 году. После смерти Аббаса, османы ещё раз захватили Эривань, но сдали город обратно в 1635 году. Воспользовавшись падением Сефевидов, Османы вновь захватили крепость, но были изгнаны несколько лет спустя Надир Шахом. Крепость была восстановлена при помощи европейцев и держалась при осадах Русской императорской армии в 1804 и 1808 годах достаточно долго для того, чтобы её выручили войска из собственно Персии. Когда она наконец пала в 1827 году, её стены были сильно повреждены и она более никогда не служила бастионом области. Русские оставили бо́льшую часть города и часть крепости без изменений, где она вскоре влилась в новый ландшафт.
В последние годы персидского правления, Эриванская крепость, находившаяся на возвышении у левого берега реки Раздан (Занга), покрывала площадь в более чем половину квадратной мили и была окружена с трёх сторон рвом, а с четвёртой — вышеназванной рекой. Эту внушительную цитадель окружал внутренний бастион из отёсанного камня шириной в три и высотой в тридцать пять футов с семнадцатью башнями. Двор крепости был примерно в сто футов шириной и замыкался внешней стеной из сырцового кирпича. В крепости были двое ворот: одни на севере, известные как «Дарвазейе-Ширван», другие на юге, известные как «Дарвазейе-Тебриз». В крепости также был спуск к реке Раздан (Занга), использовавшийся во время осад для снабжения водой. В крепости располагался гарнизон в 2 500 человек, который во время войны возрастал до 7 000, вооружённых 60 пушками и 2 мортирами. В эпоху Сефевидов, крепость была не только военным центром, но и, согласно Шардену, вмещала часть населения Эривани. Однако к эпохе Каджаров, и в особенности в период нахождения у власти Хусейнгулу Хана, в крепости не проживал практически никто кроме хана, его семейства и высших военных и гражданских чинов.

Этот считавшийся самым мощным в Персии впечатляющий бастион заслужил репутацию неприступного, породив тем самым в рядах персидских военных ложное ощущение безопасности. В этом городе или арге находились две мечети, армянская церковь Святого Георгия, мраморная баня, арсенал, склады с продовольствием или амбары, маленький базар с тридцатью двумя лавками и жилища правящей элиты. Дома внутри укрепления были отделены друг от друга узкими проходами. Резиденция сардара и его гарем находились в северо-западной части, вблизи реки Раздан (Занга), напротив площади. Она была построена в 1798 году для Мухаммед-Хусейн-хана Эриванского. Главная приёмная, просторный Зеркальный зал и застеклённый балкон или «эйван», были украшены на европейский манер портретами Фатали Шаха, Аббаса Мирзы, сардара Хусейнгулу Хана и его брата Хасана, а также картинами из Фирдоуси «Шахнаме» и другими персидскими миниатюрами. Мориц фон Коцебу, посетивший дворец с русским посольством, описывает его следующим образом:
«Стены дворца были увешаны маленькими зеркалами различной формы, а промежутки — цветами различной окраски и маленькими портретами… Напротив открытой части зала здание принимает форму огромной ниши, с бассейном из белого мрамора и фонтанами внутри. Она также открыта и смотрит в прелестный сад… Павильон построен в азиатском стиле, и очень красив и к месту. Он окружён фонтанами, и внутри также имеется бассейн со струёй воды, которая ударяет по маленьким колокольчикам и тем самым издаёт тихие звуки, которые услаждают слух… Здание высокое и состоит из нескольких этажей, во всех из которых имеется проём в центре, так что каждая комната соединена с главной. Внутренние помещения расписаны со значительным вкусом, а внешние — выделяются раскрашенными в разные цвета балконами».
Город Эривань, остальная часть ханства и прилегающие области были соединены шестью главными дорогами: эриванско-карабахской дорогой, проходившей у южной оконечности Гёкчинского магала; 20-мильной дорогой Эривань-Эчмиадзин; дорогой Эривань-Тифлис, пролегавшей через Мастара и Гюмри и имевшей протяжённость примерно в 210 миль; дорогой Эривань-Нахичевань, проходившей через Шарур; и дорогой Эривань-Апаран, соединявшей город с северо-востоком. Через окрестные реки было прокинуто пять мостов: четыре через Гырхбулаг и один, из отёсанного камня — через Раздан (Зангу) вблизи крепости. Ни в одном из рассказов путешественников не упоминается какой-либо проспект в городе, но во всех утверждается, что узкие улочки соединяли пять площадей или мейданов и мосты. Все центры торговли, находившиеся вблизи этих мейданов, располагались в старой части города. К мейданам Хусейнали-хана и Зали-хана примыкали мечети: к первому — Голубая мечеть (Гёк-Джами), главная, или пятничная мечеть Эривани, ко второй — маленькая мечеть Залхана. Третий мейдан, Фахли, служил в качестве центра обмена для работников, работавших на ежедневную плату; два других, Хан Баг и ближайший к базару мейдан, служили для ежедневного обмена продукцией или особых рыночных дней. Большая Пятничная мечеть была построена Хусейнали-ханом в середине XVIII века. Это прямоугольное величественное здание было построено в традиционном исламском стиле и примыкало, как обычно бывает на Ближнем Востоке, к главному базару и общественным баням или хамамам. Описывая Голубую мечеть, путешественник конца XIX века пишет:
«Путь к ней лежит через узкие улочки базара, состоящего из палаток, и вход находится через красивые ворота со стороны впечатляющего минарета, поверхность которого разукрашена разноцветной плиткой. Вы проходите через сводчатый пассаж в большой двор. Это большое пространство… тенистое и безмятежное. Могучие великовозрастные вязы отбрасывают тень на бассейн с переполняющейся водой, которая бьёт ключом в центре мощеного двора».
Четыре другие мечети — мечеть Хаджи Джафар Бека, также называвшаяся мечетью Насруллы Бека, мечеть Новрузали Бека, мечеть Сартип Хана и мечеть Хаджи Имамверди, построенные в XVII и XVIII веках, обслуживали мусульманские кварталы. Эти мечети находились в восточной части Эривани, во всех трёх мусульманских районах или махалле, населённых мусульманами. Пять армянских церквей находились в двух секциях западной части города, и были единственными отличительными чертами христианского района. После веков мусульманского господства, мало что ещё внешне отличало эти кварталы от мусульманских. Армянские церкви Сурб Катогике, Сурб Анания, Сурб Погос-Петрос, Сурб Ованнес, Сурб Зоравар и Сурб Саркис были, как правило, незамысловатыми и относительно новые в сравнении с церквями вокруг Эчмиадзина.
Город делился на три махалля. Шахри, иногда называемый Старым Городом, тянулся от правого берега Гырхбулага до крепости. Он охватывал север и восток города до его расширения на запад и юг, и бо́льшая часть деловой активности и повседневной активности города проходила в этой части. В этом квартале находился главный базар, все мейданы, а также караван-сараи Гюрджи или Грузинский, Джульфа, Зураб-хана и Тахир; бани Шейхулислама, Зали Хана и Мехди Бека, и четыре мечети, включая Голубую мечеть и мечеть Залхана. В Шахри, также как и в других городах, площади, школы, бани, караван-сараи и мечети были соединены друг с другом. К примеру, Голубая мечеть примыкала к бане Шейхулислама, караван-сараю Гюрджи, главному базару и мейдану и собственной школе или медресе; мечеть Залхана — к её бане, мейдану и караван-сараю Джульфа. Расширение города на запад привело к появлению махалля Тапабаши. Будучи изначально местом проживания цыган, она находилась на холме за Разданом (Зангой) и кварталом Шахри, и отделялась от старого города множеством садов, принадлежавших эриванской знати. Самым знаменитым из них был Хан Баг, принадлежавший Хусейнгулу-хану. Этот парк также служил в качестве площади, куда крестьяне привозили свою продукцию для традиционного базара в четверг или «пянджшамбе базара». Этот разросшийся в последние годы квартал включал в себя мечети Новрузали-бека и Хаджи Имамверди и их богословские школы, бани Хаджи Бейим, Хаджи Али, Хаджи Фатали, известную также как баня Гафара, бани Керим-бека и Шейхулислама и караван-сараи Хаджи Али и Сулу.
К югу от Шахри и востоку от крепости находился квартал Демирбулаг (Железный Ключ). Изначально будучи каменоломней, эта махалля была населена исключительно тюркоязычными мусульманами, практиковавшими считающиеся в исламе «грязными» профессии, такие как мыловарение, забой скота, дубление кожи, рытьё могил и похоронные услуги. В этом квартале находились караван-сарай Сусуз, баня Хасанали или Джафар-бека и маленькая мечеть Джафар-бека. Как единственный город в ханстве и наиболее значимая крепость на границе Каджарской Персии, Эривань играла гораздо бо́льшую роль в истории раннем Каджарском Иране, чем могло бы быть из-за его размеров и численности населения. Любой захват этой ключевой оборонительной позиции означал потерю всех земель за Араксом и угрозу собственно Персии. По этой причине, неудивительно, что Эриванское ханство получало такую большую экономическую и военную поддержку в последние годы персидского правления.
Город служил перевалочным пунктом для турецких, персидских и европейских товаров. Позже сюда начали доставлять и русские товары. Очевидец отмечал:
«Караваны регулярно ходят между Тифлисом и Табризом [через Ереван], с легкостью совершая путешествие за 18 или 20 дней по безопасной стране; таким образом укорачивая наземный путь почти так же, как на маршруте через Трапезунд, с преимуществом более безопасной и лучшей дороги и умеренными фиксированными пошлинами».
Несмотря на то, что нет точных цифр об объёме товаров, проходивших через Эривань, большой объём дохода, получаемый в результате сборов пошлины «рахдари» и многочисленные «рахдархана» указывают на значительную торговую активность.

## Памятники истории и культуры

### Архитектура
И. И. Шопен указывает, что в Эриванском и Нахичеванском ханствах, на которых в 1828 году была образована Армянская область, порядка 90% всех религиозных сооружений были христианскими, в том числе, насчитывалось 250 Армянских Апостольских церквей и 25 мечетей, причём основная часть мечетей были новыми, построенными в конце XVIII и начале XIX веков, в отличие от Армянских церквей, имевших более древнюю историю строительства .
В период династии Каджаров Эривань была весьма богата. Город охватывал площадь более одной квадратной мили, и его окрестности и сады покрывали приблизительно 18 миль. Городские и архитектурные образцы в Эривани повторяли общие схемы и проекты ближневосточных городов того периода. В городе располагалось более чем 1700 зданий, 850 магазинов, 8 мечетей, 7 церквей (одна из них православная), 10 бань, 7 больших каравансараев, 5 площадей (мейданов), 2 базара и 2 школы-медресе. Историк XVIII века Симеон Ереванци описывает 21 армянских церквей и монастырей Эриванского ханства.
В самом городе было 6 Армянских церквей: одна в крепости, 5 в Армянском квартале, а в целом, на территории ханства располагались многочисленные церкви и монастыри, некоторые из которых были основаны ещё в V веке. Огромное значение для армянского население имело близкое присутствие Католикоса всех армян в Эчмиадзине, в 19 километрах к западу от Еревана, где в 301 г. н.э. был основан Верховный Престол Армянской Апостольской Церкви.

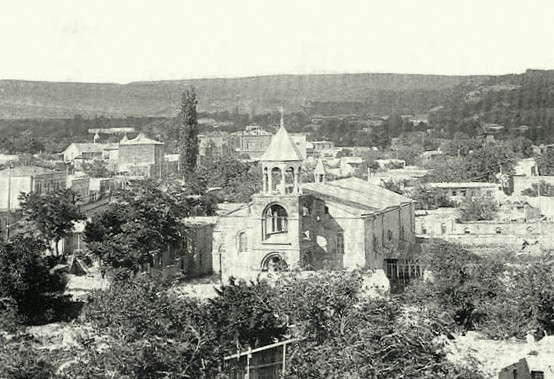
Церковь Святых Павла и Петра, VI—VII века. Разрушена землетрясением в 1679 году, восстановлена в 1778—1820 годах
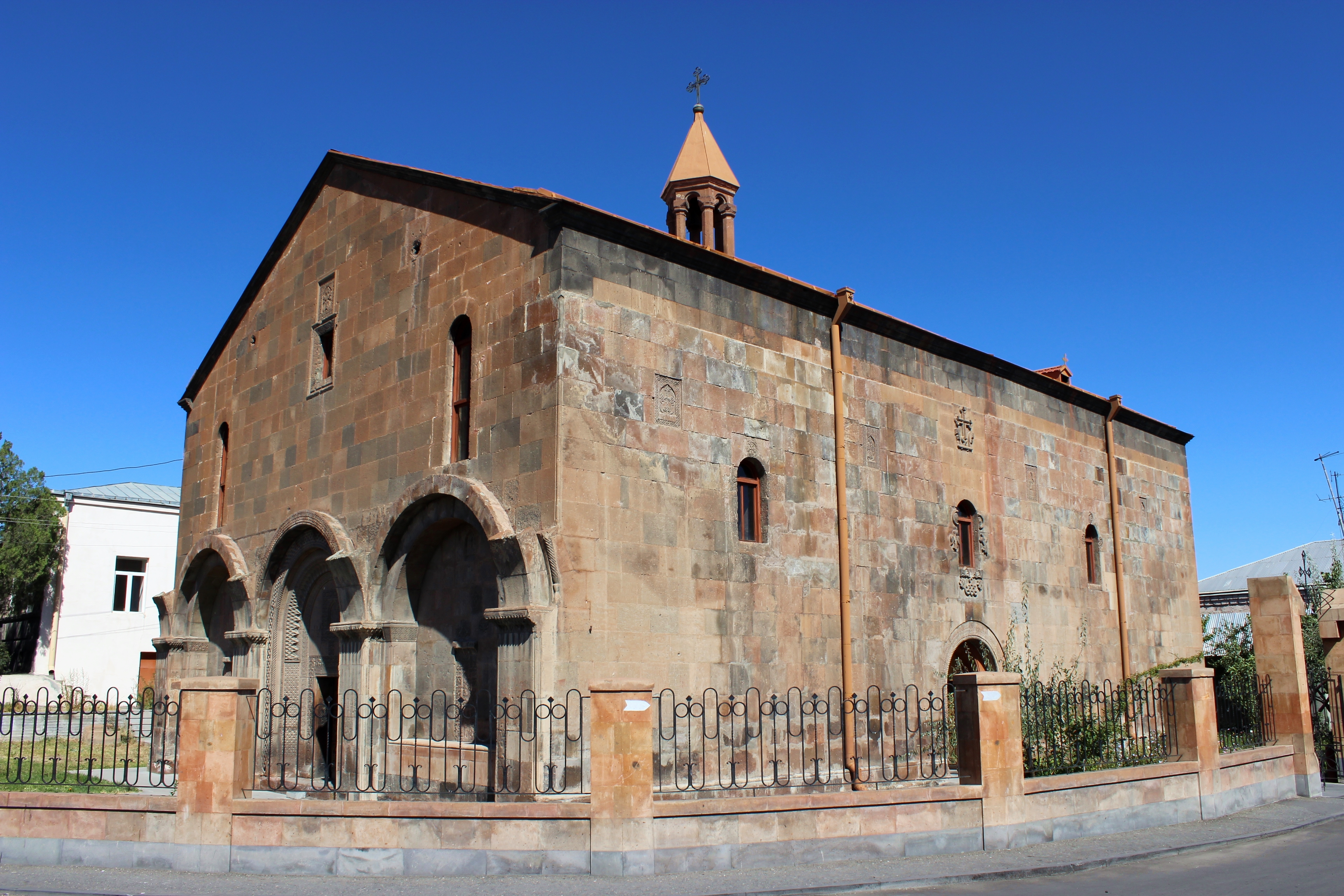
Церковь Святого Иакова в Ереване, XVII век
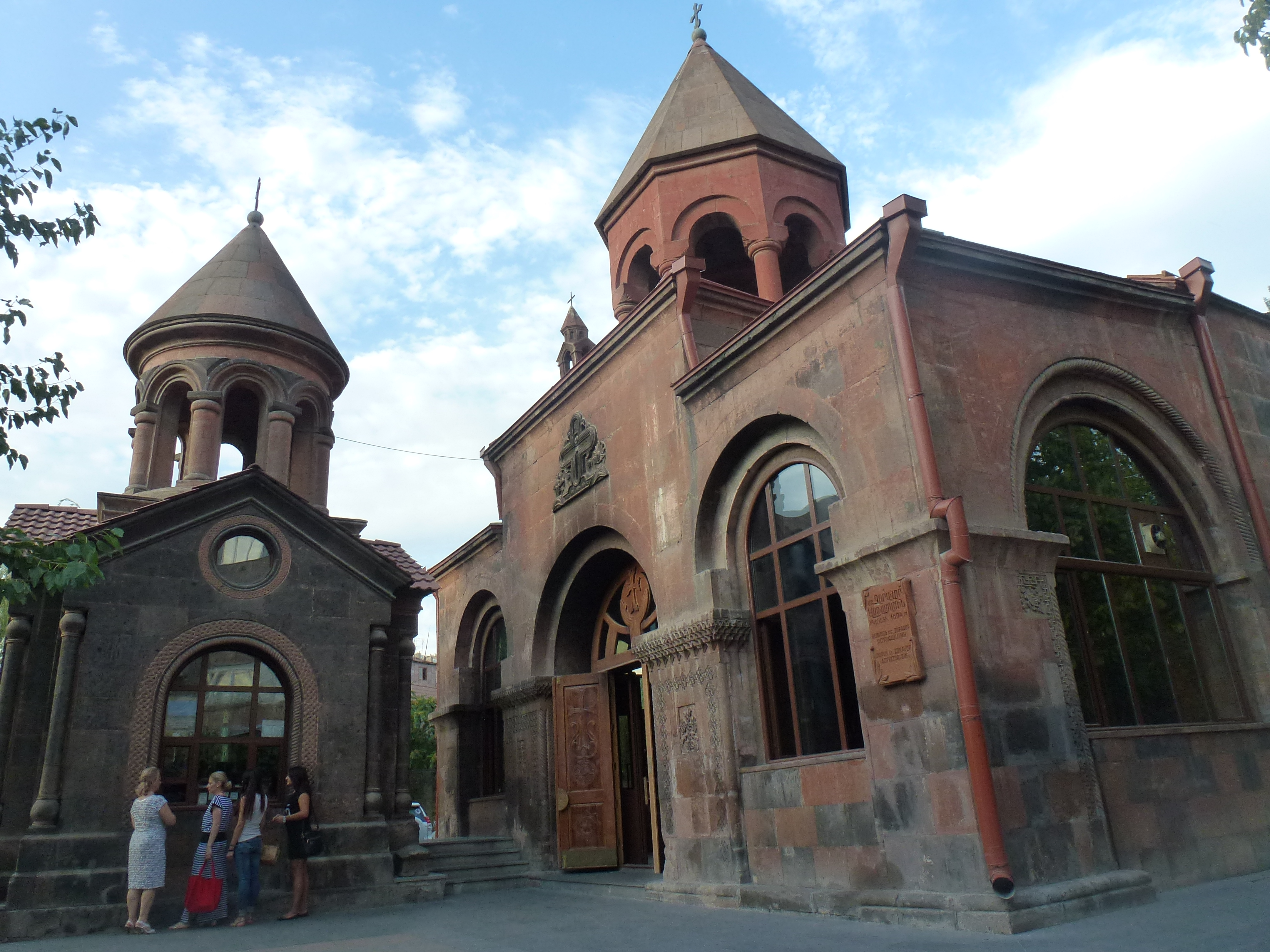
Церковь Сурб Зоравор Аствацацин (Святой Богородицы) в Ереване, XVII век
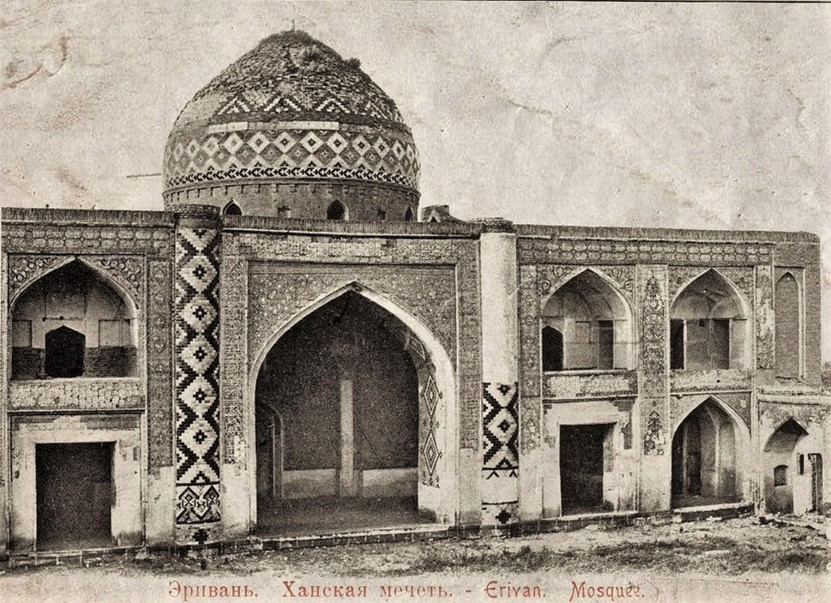
Мечеть Аббаса Мирзы 1810-х годов в Эривани на почтовой открытке Российской империи
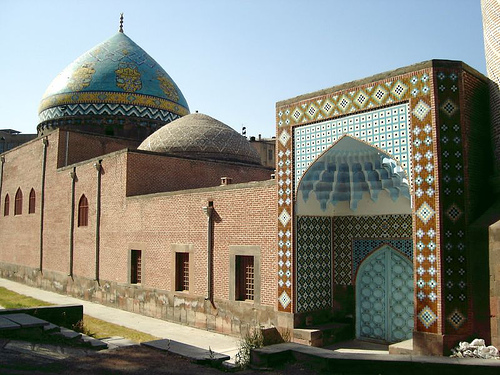
Голубая мечеть в Ереване, 1764—1768 годы. Построена в годы правления Хусейн Али-хана Каджара

### Эриванская крепость
Эриванская крепость была построена Османами, а именно губернатором Ферхат-пашой в 1583 году и стала основой обороны против нападений Сефевидов. Крепость несколько раз переходила в руки персов и обратно. В 1604 году захвачена шахом Аббасом но затем возвращена под контроль османов. В 1635 году она снова была захвачена сефевидами. Окончательно контроль Персии закрепился в 1639 году с подписанием договора.
Вход и выход из крепости осуществлялся посредством трёх мощных крепостных ворот: «Тебризские» с южной стороны, «Мейданские» с северной стороны, и «Кёрпю», выводившие прямо на мост. Над каждыми воротами вывешивался флаг.

### Ханский дворец
Ханский дворец был построен одновременно с крепостью и находился в ней. В 1605—1625 годах по приказу правителя Эривани Амиргуны-хана Каджара дворец был перестроен. В 1760—1770 годах по приказу правителя Эривани Гусейн Али-хана была проведена перестройка дворца. В 1791-м году по приказу сына Гусейн Али-хана Мухаммед-хана к дворцовому комплексу были достроены зеркальный зал и летняя резиденция. Во время русско-персидской войны 1827 года крепость подверглась разрушению, а сам дворец пребывал в руинах за исключением личного павильона сардара. В 1914 году дворец был полностью разрушен.

## Экспонаты в музеях
В одной из витрин Национального музея истории Азербайджана (Баку) выставлены предметы, относящиеся к Эриванскому ханству. Среди них: народная одежда и предметы быта, а также относящийся к XVIII веку канун. Помимо этого, в музее представлен принадлежавший эриванскому хану Али-хану ковёр «Малайир», а в фонде музея хранятся знамёна ханства.
В Национальной галерее Грузии хранятся предметы каджарского периода из Дворца сардаров, относящиеся к Эриванскому ханству. Среди них имеются предметы быта, картины, а также мраморные плиты, являвшиеся частью декора дворцового комплекса. В 2019 году эти предметы были отреставрированы и впервые выставлены в Культурном центре Гейдара Алиева (Баку).

Предметы, относящиеся к Эриванскому ханству, выставленные в Музее истории Азербайджана (Баку)
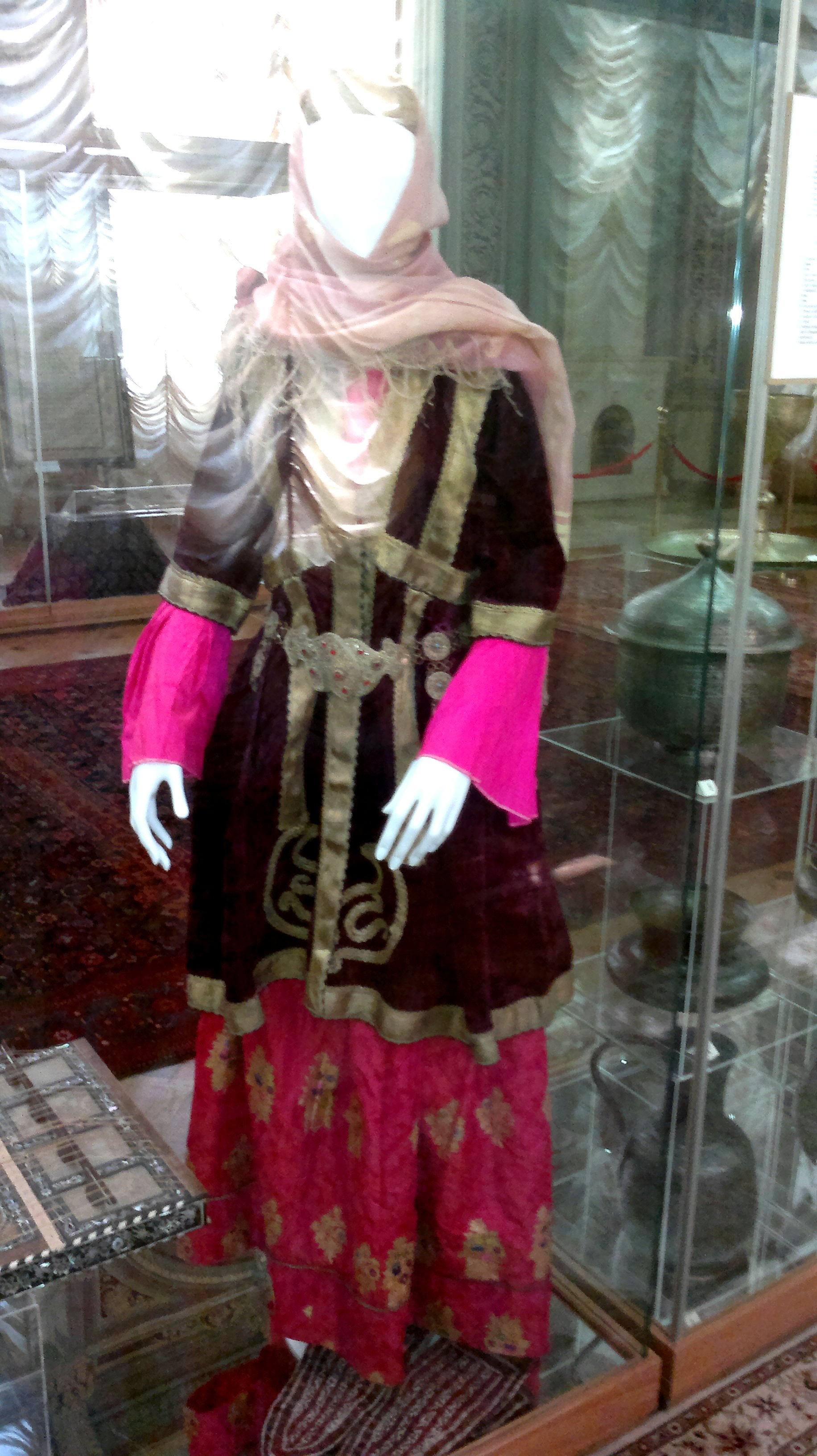
Народная одежда: динге (головной убор), гази-гази орпек (косынка), кёйнек (рубашка), гюлябатын кюлажа (верхняя одежда), туман (юбка), джораб (носки), башмаг (обувь)
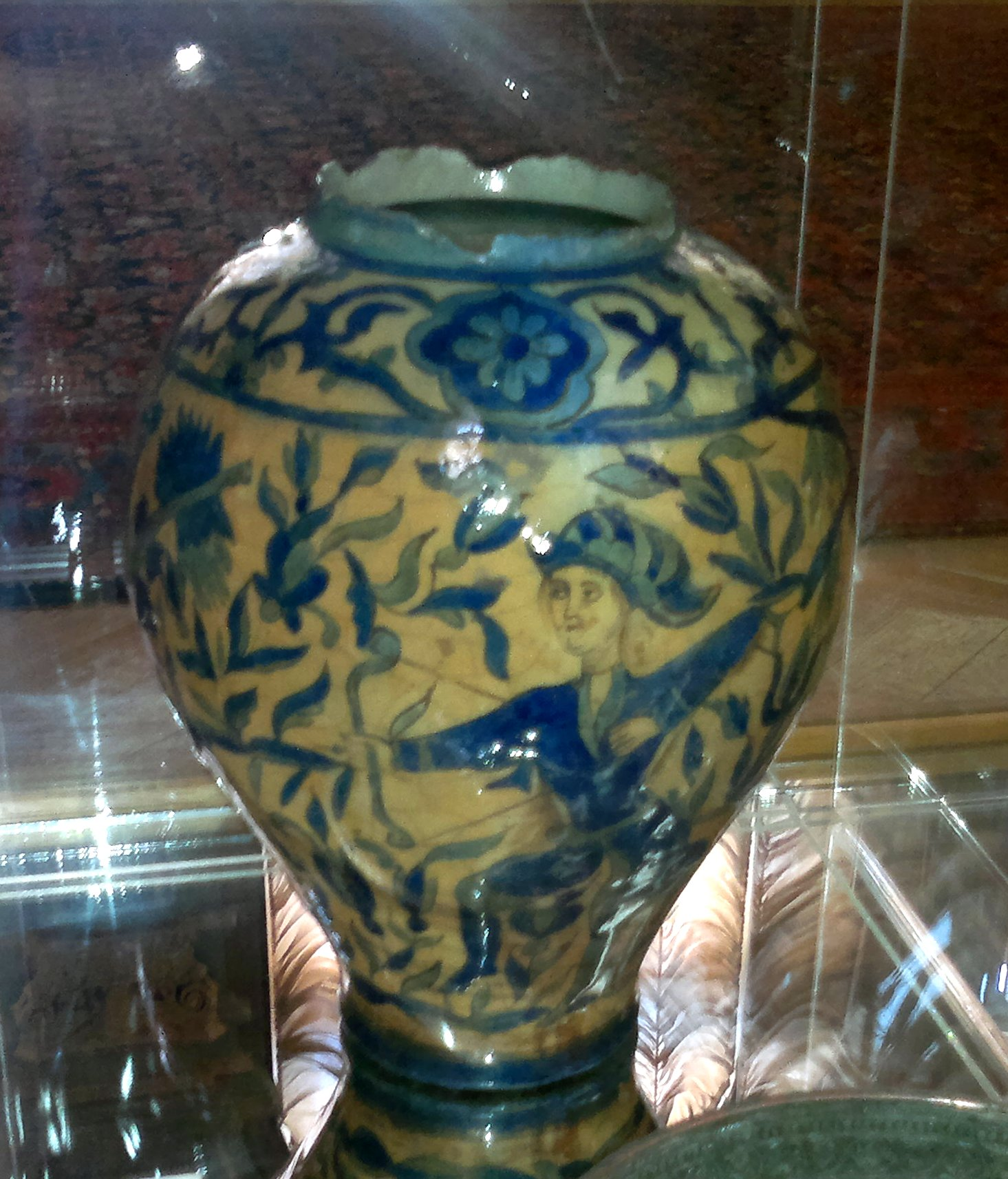
Фаянсовая ваза
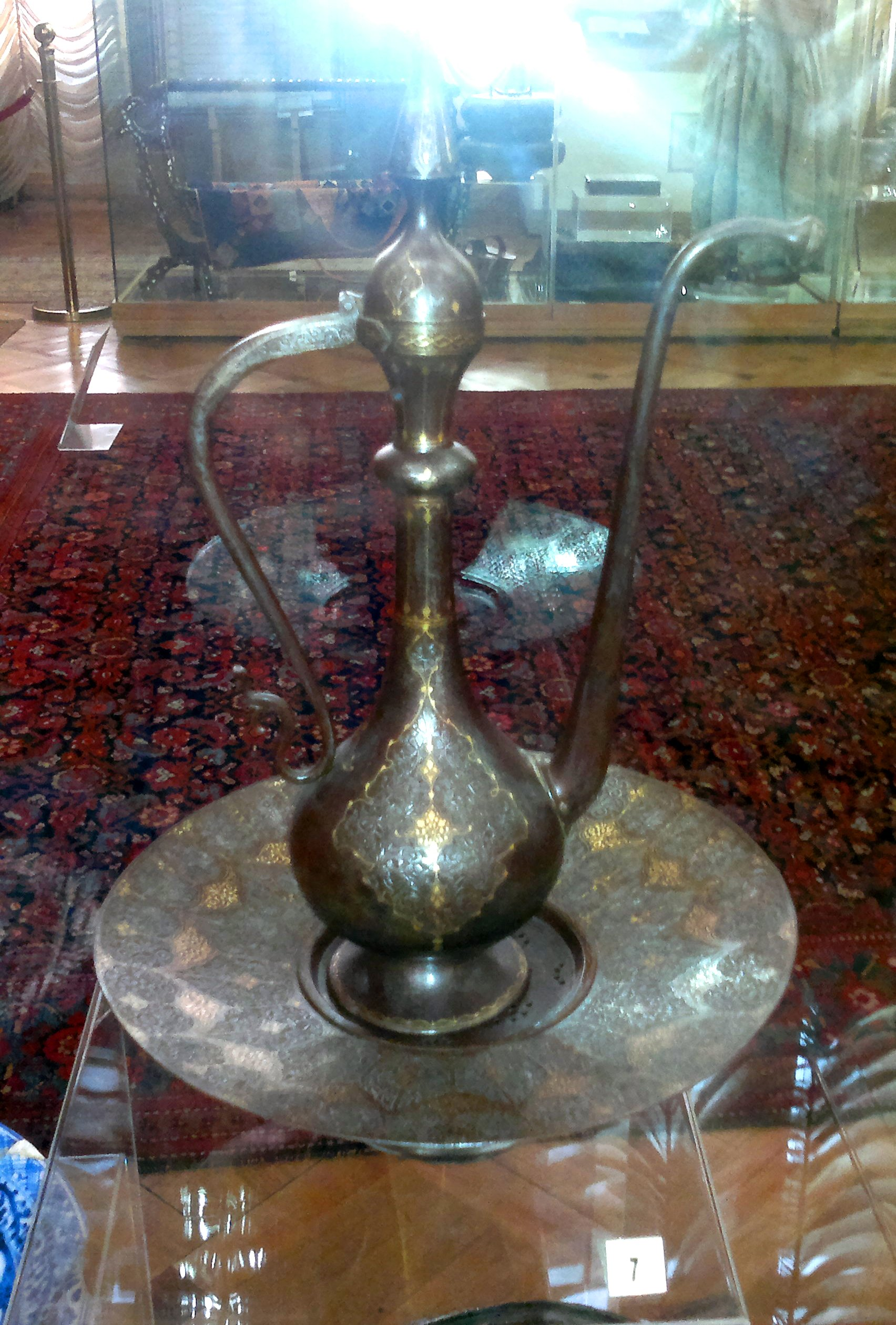
Афтафа
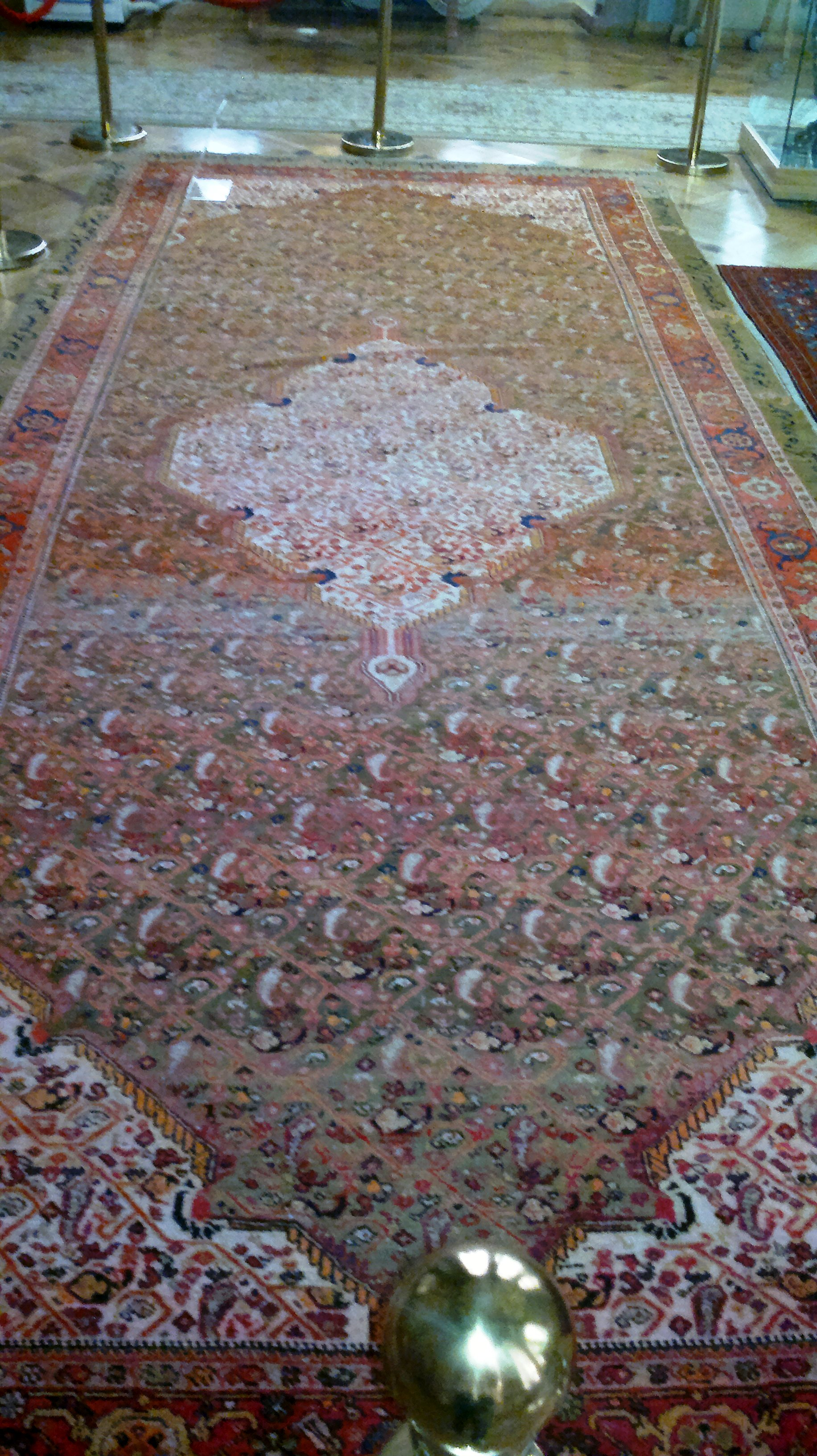
Ковёр, принадлежавший Гусейн Али-хану.
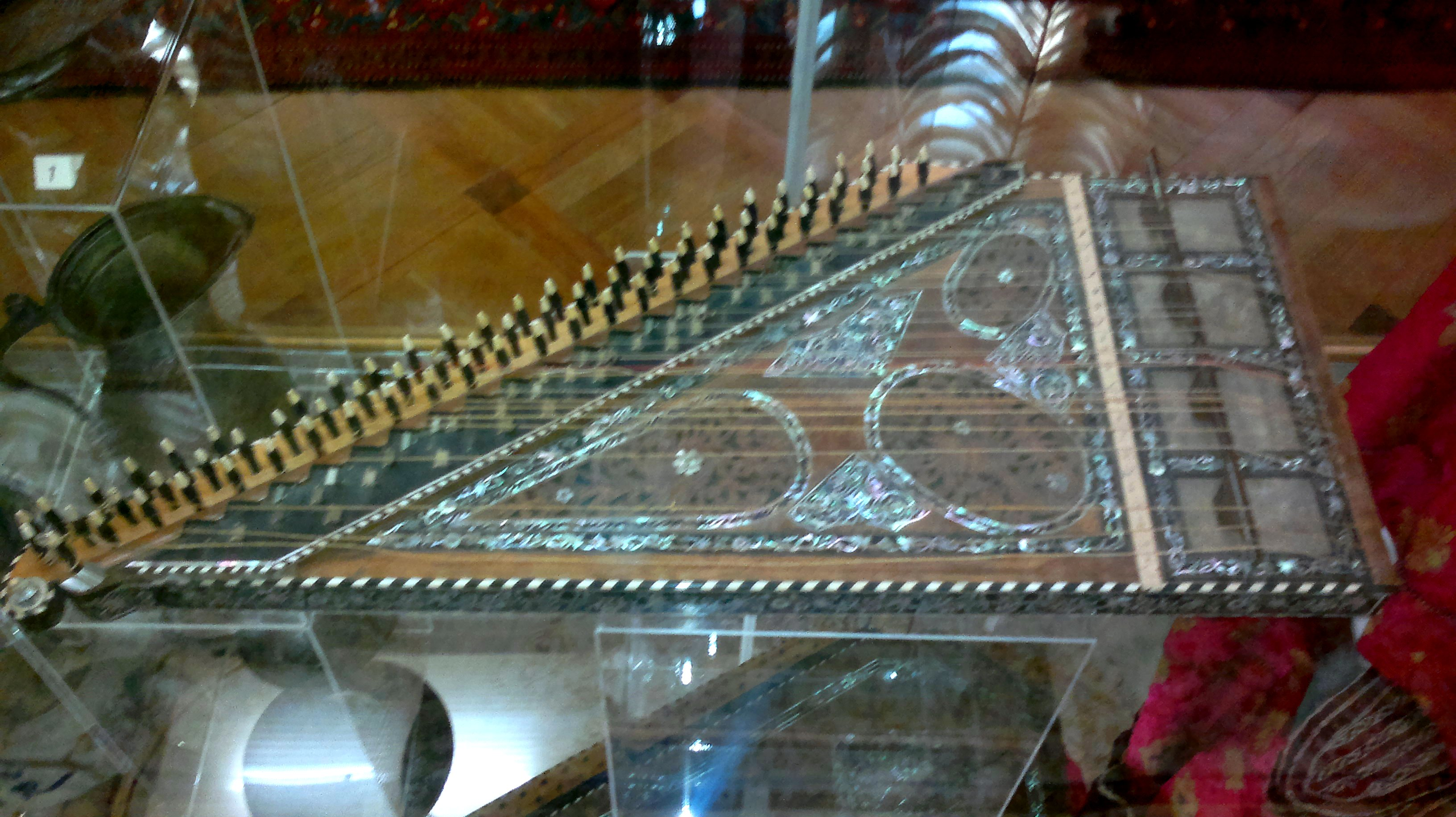
Канун, XVIII век

Предметы, относящиеся к Эриванскому ханству, выставленные в Культурном центре Гейдара Алиева (Баку)
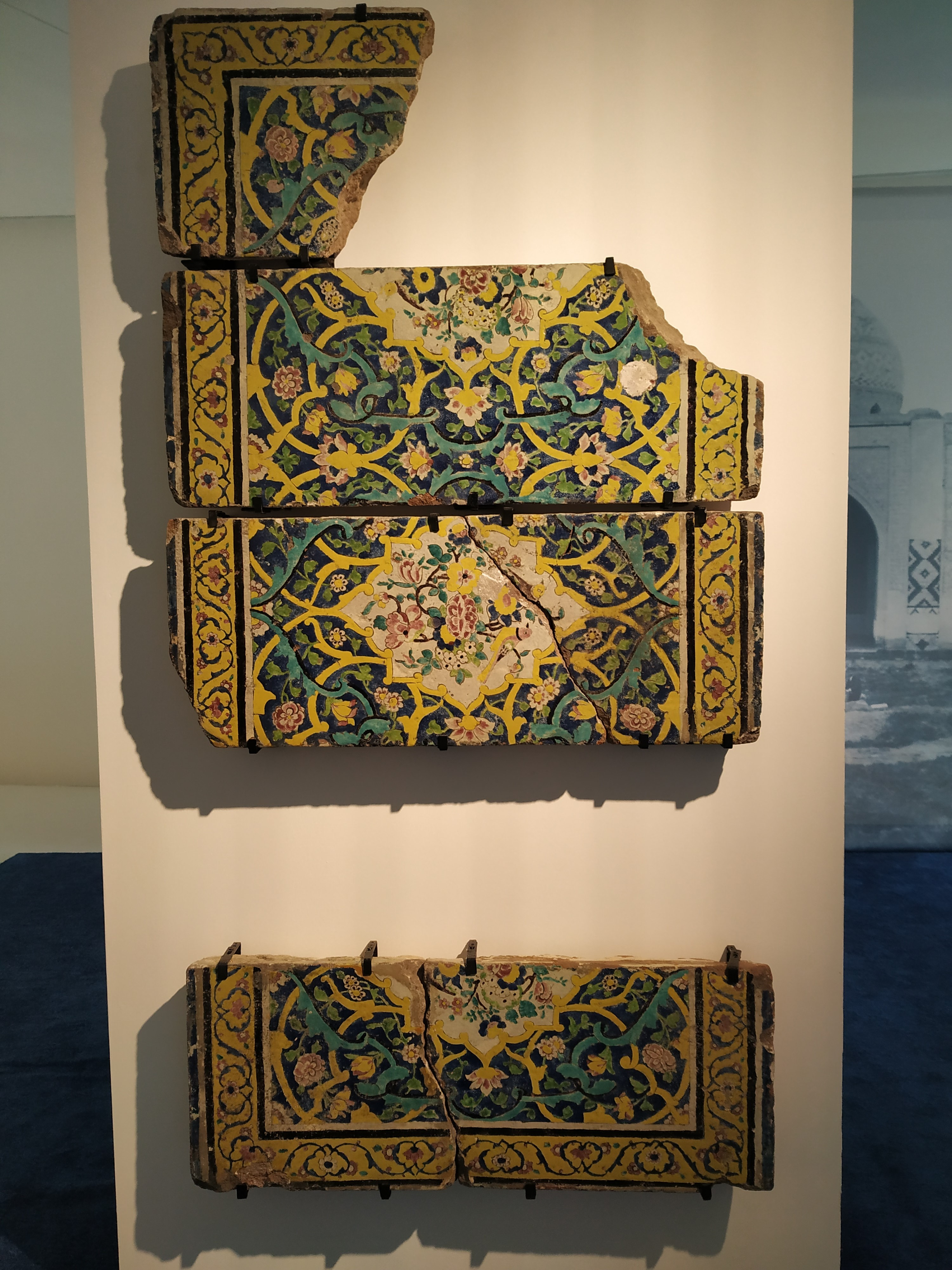
Мраморные плиты, являвшиеся частью декора дворцового комплекса в Эривани
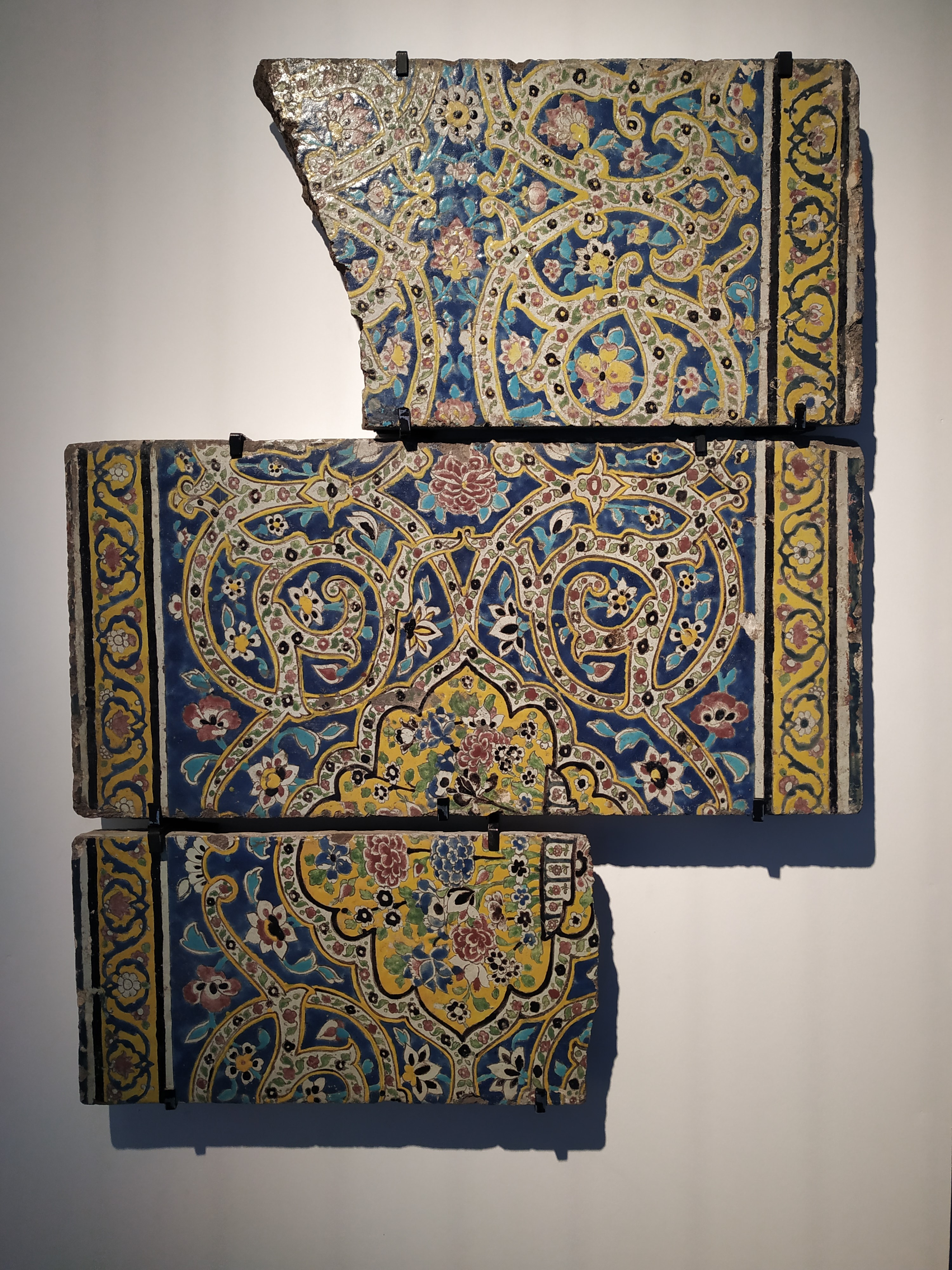
Мраморные плиты, являвшиеся частью декора дворцового комплекса в Эривани

Предметы, относящиеся к Эриванскому ханству, выставленные в Музее истории Еревана (Ереван)
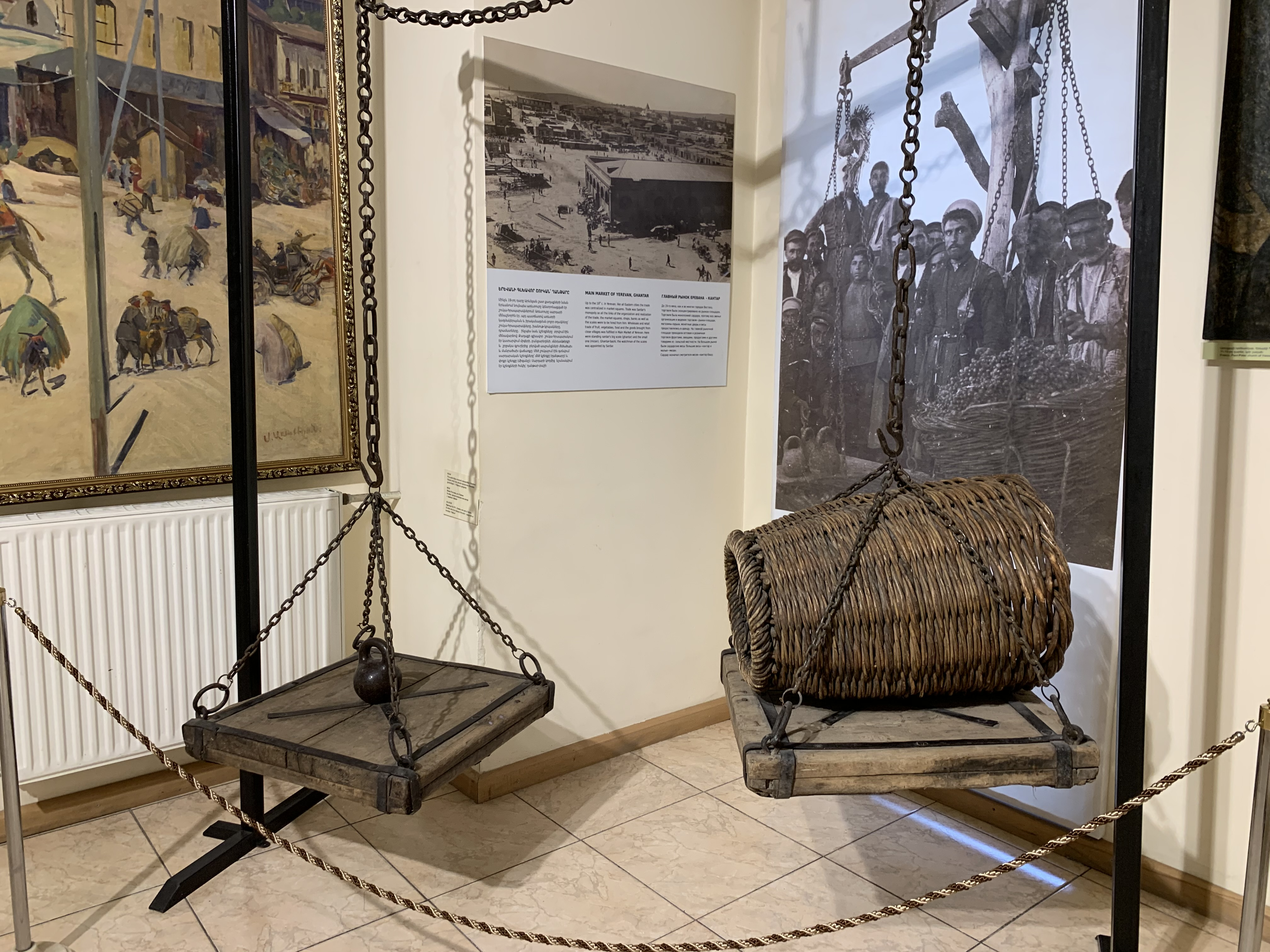
Старинные весы
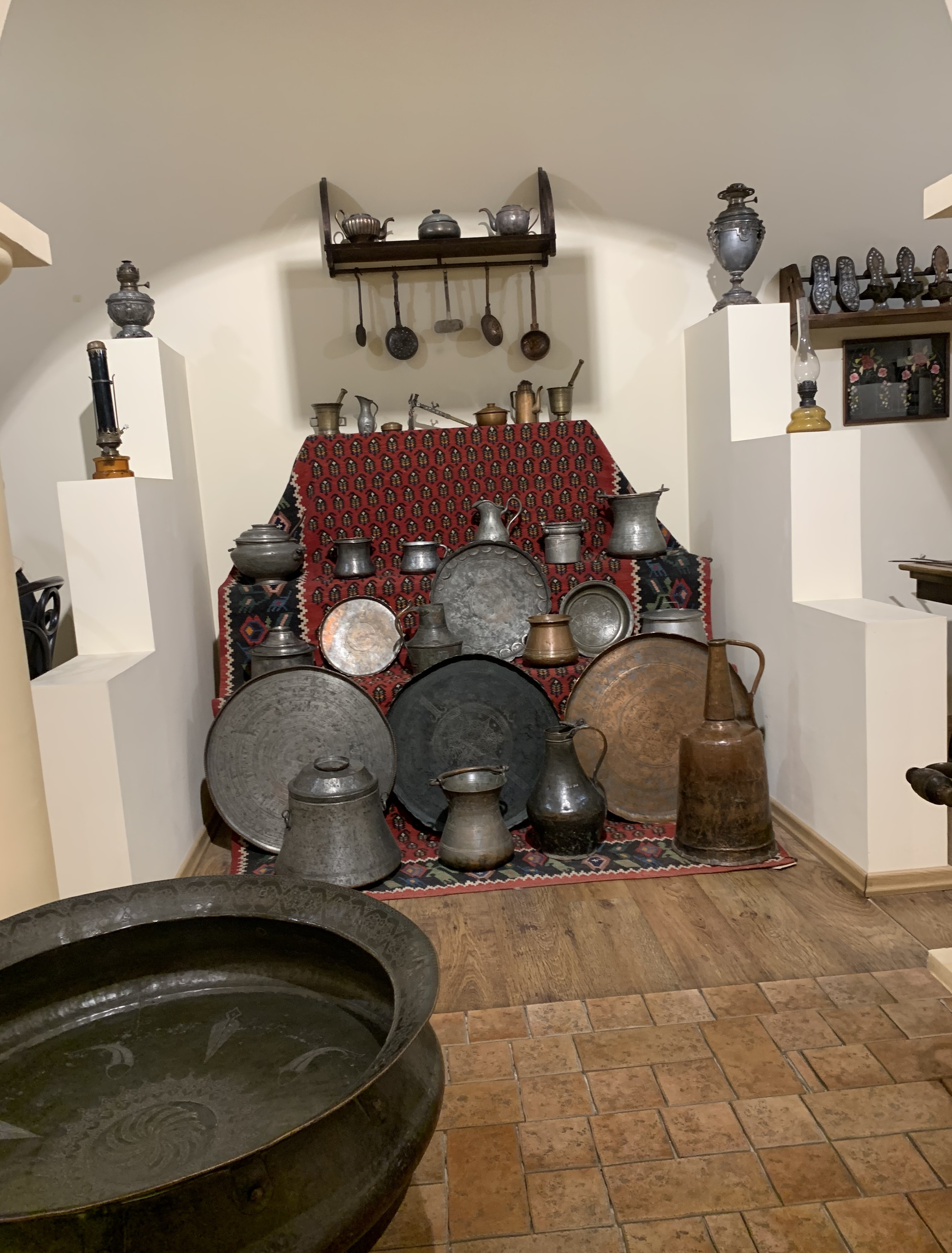
Различная утварь

## Комментарии
1. ↑  Термин "перс" в данном случае означает членов правящей иерархии, а вовсе не этническую составляющую группы. Мужи пера в основном были персидского происхождения, в то время как мужи меча были тюркскими вождями, как и сама династия Каджаров. Эта правящая элита из персов и тюрков была меньшинством среди мусульман ханства, большинство из которых были крестьянами и кочевниками[117]
2. ↑  Термин "перс" в данном случае означает членов правящей иерархии, а вовсе не этническую составляющую группы. Мужи пера в основном были персидского происхождения, в то время как мужи меча были тюркскими вождями, как и сама династия Каджаров. Эта правящая элита из персов и тюрков была меньшинством среди мусульман ханства, большинство из которых были крестьянами и кочевниками[117]
3. ↑  В квартале Шахри были две собственные махалле, Аббасдере и Кешаглы; в квартале Тапабаши были следующие суб-кварталы: Аб-о-Хаят, Гызылгала, Деребаг, Дерекенд, Норагол и Дальми; в квартале Демирбулаг было два района —  Сабзикари и Хосровабад[201].
4. ↑  1 квадратная миля=2.59 квадратных милометров

### Книги
На русском языке
- А.П. Новосельцев, В.Т. Пашуто, Л.В. Черепнин. Пути развития феодализма: (Закавказье, Сред. Азия, Русь, Прибалтика). — М.: Наука, 1972. — 338 с.
- Петрушевский И. П. Очерки по истории феодальных отношений в Азербайджане и Армении в XVI - начале XIX вв.. — Ленинград: Ленинградский университет, 1949. — 182 с.
- Б. А. Рыбаков, М. Т. Белявский, Г. А. Новицкий, А. М. Сахаров. История СССР с древнейших времён до конца XVIII в.. — 2-е изд., перераб. и доп.. — М.: Высшая школа, 1983. — 415 с.
- История Востока. В 6 т. / Р.Б. Рыбаков, Л.Б. Алаев, К.З. Ашрафян и др.. — М.: Восточная литература РАН, 2000. — Т. 3. Восток на рубеже средневековья и нового времени XVI-XVIII вв.. — 696 с. — ISBN 5-02-017913-2.
- В.А. Золотарёв, В.А. Авдеев. Военная история отечества с древних времён до наших дней. В 3 т.. — М.: Мосгорархив, 1995. — Т. 1. — 513 с.
- Всемирная история. В 10 томах. / М.М. Смирин. — М.: Соцэкгиз, 1958. — Т. 4. — 823 с.
- Акопян Т.Х. Очерк истории Еревана. — Ереван: Издательство Ереванского университета, 1977. — 490 с.
- Кузнецова Н.А. Иран в первой половине XIX века / Ганковский Ю.В.. — М.: Наука. Главная редакция восточной литературы, 1983. — 265 с.

На английском языке
- George A. Bournoutian. Eastern Armenia in the Last Decades of Persian Rule, 1807-1828: a political and socioeconomic study of the khanate of Erevan on the eve of the Russian conquest. — Malibu, California: Calif. : Undena Publications, 1982. — 290 p. — ISBN 0890031231. — ISBN 9780890031230.
- George A. Bournoutian. The 1829-1832 Russian Surveys of the Khanate of Nakhichevan (Nakhjavan). — Mazda Publisher, 2016. — 288 p. — ISBN 978-1568593333.
- Bournoutian, George A. The Khanate of Erevan Under Qajar Rule: 1795-1828. — Mazda Publishers, 1992. — ISBN 978-0939214181.
- George A. Bournoutian. Armenian // An Ethnohistorical Dictionary of the Russian and Soviet Empires / James Stuart Olson, Lee Brigance Pappas, Nicholas Charles Pappas. — Westport, Conn.: Greenwood press, 1994. — 840 p. — ISBN 9780313274978.
- Dickran Kouymjian[англ.]. Armenia from the Fall of the Cilician Kingdom (1375) to the Forced Emigration under Shah Abbas (1604) // The Armenian People from Ancient to Modern Times / Richard G. Hovannisian. — NY: Palgrave Macmillan, 1997. — P. 1—50. — 493 p. — ISBN 0312101686. — ISBN 9780312101688.
- George A. Bournoutian. Eastern Armenia from the 17th Century to the Russian Annexation // The Armenian People from Ancient to Modern Times / Richard G. Hovannisian. — Palgrave Macmillan, 1997. — P. 81—107. — 493 p. — ISBN 0312101686. — ISBN 9780312101688.
- George A. Bournoutian. A Concise History of the Armenian People: (from Ancient Times to the Present) (англ.). — 2. — Mazda Publishers, 2003. — ISBN 978-1568591414.
- George A. Bournoutian. Armenia and Imperial Decline. The Yerevan Province, 1900–1914. — Routledge, 2018. — 412 p. — ISBN 9781351062626.
- F. Kazemzadeh. Iranian relations with Russia and the soviet Union, to 1921 // The Cambridge History of Iran. Vol. 7. From Nadir Shah to the Islamic Republic / Peter Avery, Gavin Hambly, Charles Melville. — NY: Cambridge University Press, 2008. — 1036 p. — ISBN 978-0-521-20095-0.
- Massoume Price. Iran's Diverse Peoples: A Reference Sourcebook. — ABC-CLIO, 2005. — 376 p. — ISBN 9781576079935.
- James Barry. Armenian Christians in Iran: Ethnicity, Religion, and Identity in the Islamic Republic. — Cambridge: Cambridge University Press, 2019. — 322 p. — ISBN 9781108429047.
- Armenian Merchants of the Seventeenth and Early Eighteenth Centuries: English East India Company Sources / Vahé Baladouni, Margaret Makepeace. — Philadelphia: American Philosophical Society, 1998. — 293 p. — ISBN 9780871698858.
- Simon Payaslian[англ.]. The History of Armenia: From the Origins to the Present. — NY: Palgrave Macmillan US, 2008. — 294 p. — (Palgrave essential histories). — ISBN 9780230608580.
- Armenia // A Political Chronology of the Middle East / David Lea, Annamarie Rowe, Dr. Isabel Miller. — First edition. — UK: Psychology Press, 2001. — 282 p. — ISBN 9781857431155.
- Percy Sykes. A history of Persia, 3rd edition. — NY: Barnes & Noble, 1969. — Vol. 2. — 616 p.
- Charlotte Mathilde Louise Hille. State Building and Conflict Resolution in the Caucasus. — Brill, 2010. — 359 p. — ISBN 9789004179011.

### Статьи
На русском языке
- Н.Г. Волкова. Этнические процессы в Закавказье в XIX—XX вв. // Кавказский этнографический сборник  / В. К. Гарданов. — М., 1969. — № Вып. IV. — С. 3—54.

На английском языке
- Richard G. Hovannisian. Russian Armenia. A Century of Tsarist Rule (en.) // Jahrbücher für Geschichte Osteuropas. — 1971. — Март. — P. 31—48. — JSTOR 41044266.
- George A. Bournoutian. The Population of Persian Armenia Prior to and Immediately Following its Annexation to the Russian Empire, 1826-32 (en.) // Nationalism and social change in Transcaucasian. — 1980. — 25 апреля.

### Энциклопедии
- Encyclopædia Iranica. ARMENIA AND IRAN VI. Armeno-Iranian relations in the Islamic period // Encyclopædia Iranica.
- Armenia // The Oxford Encyclopedia of Economic History. / Joel Mokyr. — NY: Oxford University Press, 2003. — Vol. 5. — 2824 p. — ISBN 9780195105070.